# Уайлер, Уильям
Уи́льям Уа́йлер (англ. William Wyler; 1 июля 1902, Мюльхаузен — 27 июля 1981, Лос-Анджелес) — американский кинорежиссёр, продюсер, сценарист. Родился в еврейской семье в Эльзасе, который в тот момент входил в состав Германской империи, а после Первой мировой войны снова стал французским. После окончания войны Уайлер отправился в Париж, где работал в универмаге, а также изучал музыку. Кузеном матери был основатель американской киностудии Universal Pictures Карл Леммле, который по её просьбе согласился предоставить родственнику работу в своём нью-йоркском офисе. В 1920 году Уайлер прибыл в Нью-Йорк, где получил должность в отделе международной рекламы. В 1922 году добился перевода в Лос-Анджелес, где работал на съёмочной площадке на вспомогательных должностях, пока не стал помощником режиссёра. В 1925 году начал снимать короткометражные немые вестерны. Убедившись в способностях родственника, Леммле назначил его режиссёром студии. В 1928 году Уайлер получил американское гражданство.
Уайлер работал на Universal до 1935 года, после чего перешёл на студию Fox. Тогда он закончил комедию «Весёлый обман», за которую получил первую номинацию на «Оскар». Первым большим успехом режиссёра стала мелодрама «Додсворт», вышедшая на экраны в 1936 году и получившая шесть номинаций на «Оскар». В годы Второй мировой войны Уайлер служил добровольцем в ВВС Армии США. Всего он осуществил пять боевых заданий, производя съёмку для вооружённых сил, а также снял два документальных фильма. Режиссёрская карьера Уайлера была продолжительной — она составила 45 лет. Ему удалось создать успешные фильмы в различных жанрах, включая вестерн, социальную драму, мелодраму, комедию, документалистику, эпический фильм, а в конце карьеры мюзикл.
Уайлер был признан одним из самых успешных режиссёров в истории Голливуда. Он был номинирован на «Оскар» рекордные 12 раз, а актёры и актрисы под его руководством — 36 раз, из них 13 одержали победу. Лауреат трёх «Оскаров» за постановку фильмов, которые были признаны Американской киноакадемией лучшими: «Миссис Минивер» (1942), «Лучшие годы нашей жизни» (1946) и «Бен Гур» (1959). Лауреат «Золотой пальмовой ветви» Каннского кинофестиваля (фильм «Дружеское увещевание», 1956). В общей сложности фильмы Уайлера удостоились 127 номинаций на «Оскар» в различных категориях, получив 38 наград.
Уайлер был признан выдающимся специалистом в области экранизации литературных произведений. Режиссёр был очень требователен к актёрской игре, подбору костюмов, реквизита и декораций, добиваясь максимальной натуральности в каждой детали. В связи с этим он стал известен как перфекционист, который мог заставить переснять одну сцену множество раз. Для его манеры характерно мастерское использование глубокого фокуса, объёмной мизансцены, длинных дублей. Часто, особенно в период наибольшего признания, наследие режиссёра характеризовали как лишённое «посредственных» фильмов. Со временем к его творчеству стали относиться более критично. Режиссёру стали предъявлять претензии в отсутствии индивидуальности, новаторских экспериментов в области киноязыка. К числу несомненных достоинств, представляющих весомый вклад в кино, причисляют его работу с актёрами, умение распознать и развить их природные дарования, что позволило «открыть» многих получивших известность исполнителей.

## Биография

### Ранние годы
Будущий режиссёр, получивший при рождении имя Вилли Вилер (нем. Willi Wyler), увидел свет 1 июля 1902 года в еврейской семье в городе Мюльхаузен, расположенном в Эльзасе, который в тот момент входил в состав Германской империи. Во время Первой мировой войны юноша был свидетелем того, как его родной город многократно переходил из рук в руки, пока, наконец, не стал частью Франции и стал называться Мюлуз. Отец Вилли был выходцем из Швейцарии, у него был успешный бизнес в сфере торговли галантерейными товарами. Мать была уроженкой Германии. Она часто водила на концерты, в оперу и кино юного Вилли и его старшего брата Роберта (впоследствии Роберт также сделал карьеру в Голливуде, часто работая вместе с братом). Будущий режиссёр в юности отличался своенравным характером, и его поведение доставляло родителям огорчения. Намереваясь продолжить дело отца, он поступил на учёбу в Высшее коммерческое училище в Лозанне, а после окончания войны отправился в Париж, где работал в универмаге и некоторое время изучал музыку в Парижской национальной консерватории.
Кузеном матери Вилли был основатель киностудии Universal Pictures Карл Леммле. Во время своей поездки по Европе по её просьбе киномагнат встретился в Цюрихе с 18-летним Вилли и предложил ему работу в своём нью-йоркском офисе с окладом 25 долларов с неделю, из которых 5 долларов шли бы на покрытие стоимости переезда до Нью-Йорка.

### Начало карьеры на Universal Studios
Приняв приглашение, в 1920 году Уайлер прибыл в Нью-Йорк, где первоначально работал экспедитором, а затем, овладев английским, и благодаря знанию немецкого и французского языков, получил должность в отделе международной рекламы. Однако он мечтал стать кинематографистом и в 1922 году добился перевода в Лос-Анджелес, где работал на съёмочной площадке реквизитором и техником, а также в сценарном отделе, пока не стал помощником режиссёра таких фильмов, как «Горбун из Нотр-Дама» (1923) и «Бен-Гур» (1925). В начальный период голливудской карьеры он не гнушался никакой работы. Однажды ему сказали подмести пол на съёмочной площадке, что он сделал без всяких возражений. Характеризуя первые годы его карьеры, французский историк кино Жорж Садуль писал, что родственные отношения с Леммле не избавили Уайлера от «необходимости изучить кинематографию с самых низших её ступеней».

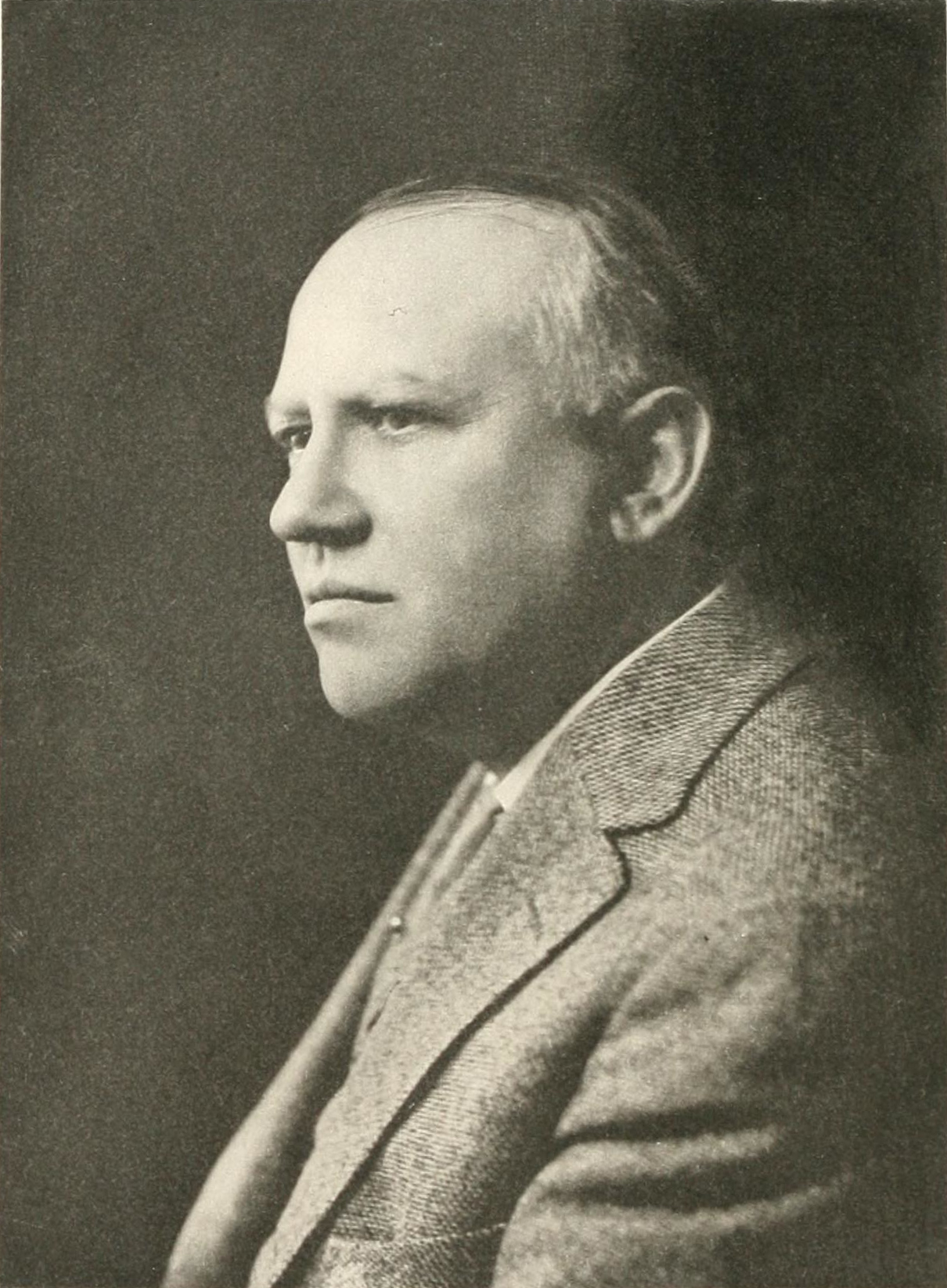
Карл Леммле в 1916 году

В 1925 году, когда Уайлеру исполнилось 23 года, он начал ставить короткометражные вестерны, тем самым став самым молодым режиссёром студии Universal. Его дебютом стала 20-минутная немая лента из серии «Мустанг» под названием «Борец с мошенниками», которая была снята в конце 1925 года. Такая возможность появилась в связи с тем, что у первоначального режиссёра заболели зубы, и он доверил съёмки своему молодому ассистенту. Качество отснятого материала удовлетворило Леммле, в результате чего он назначил своего протеже режиссёром. На протяжении последующих двух лет он поставил ещё 21 фильм из серии «Мустанг». В 1926 году Уайлеру поручили постановку 60-минутного вестерна «Ленивая молния», который входил в цикл «Синяя полоса». До 1927 года он снял ещё пять фильмов из этой серии. Среди режиссёрских работ Уайлера этого периода были такие картины, как «Украденное ранчо» (1926), «Крепкий боец», «Призрачный преступник», «Приграничный всадник» и «Торговец лошадьми» (все 1927). Как позднее говорил Уайлер, забытые к тому времени малобюджетные вестерны, с которых он начинал, научили его основополагающим принципам хорошего кинематографа.
В 1928 году Уайлер поставил свою первую комедию «Кто-нибудь здесь видел Келли?», которую профинансировал его брат. Она получилась довольно нестандартной по тем временам, так как значительная часть съёмок проходила на нью-йоркских улицах. По сюжету в США приезжает француженка, влюблённая в американского солдата Келли, но потерявшая с ним связь. С ней происходят различные приключения, и в итоге она находит его на одной из улиц, где он регулирует движение. Съёмка этой сцены вызвала дорожный затор, и у режиссёра были проблемы с полицией. Фильм получил признание в США и Европе, что побудило руководство доверить Уайлеру более амбициозные проекты. В том же 1928 году он получил американское гражданство.
Первым фильмом, в котором проявилась характерная для Уайлера глубокая мизансцена, стала мелодрама «Вечеринка» (1929), которая вышла как в немой, так и в частично звуковой версиях. В фильме рассказывается о боксёре Дейве Холле (Джеймс Мюррей), который входит в состав преступной группы, организующей договорные бои в различных городах страны. Под угрозой разоблачения после очередного обмана он сбегает и круто меняет свою жизнь. Он устраивается на работу нефтяником и заводит роман с местной официанткой (Барбара Кент). Однако старые дружки находят его и заставляют принять участие в ещё одном бое. Вопреки их требованиям Дейв выигрывает поединок и остаётся со своей возлюбленной. Как написал в рецензии в «Нью-Йорк таймс» кинокритик Мордант Холл, «фильм сочетает любовную историю, сентиментальные чувства и боксёрские поединки». Он также отметил довольно хорошую игру исполнителей, но подчеркнул, что «было бы ещё лучше, если бы режиссёр Уильям Уайлер не так сильно стремился бы завоевать симпатии». Как отметил историк кино Гэбриел Миллер, «хотя в целом критика посчитала фильм пресным и немного приторным, руководство студии оценило его высоко».
В том же году Уайлер поставил комедию «Любовная ловушка» (1929) с Лорой Ла Плэнт, которая в то время была звездой студии. Бюджет и съёмочный график были более солидными, чем на предыдущей картине. Фильм рассказывает о безработной актрисе, которая после серии неприятностей знакомится с богатым красавцем (Нил Хэмилтон). Они влюбляются и женятся, однако его родственники отказываются принимать её в свой круг. В конце концов девушка находит способ, как повлиять на патриарха семейства, чтобы он изменил своё мнение, и тем самым спасает свою семью. Фильм был сделан в полностью немой версии, а также в версии, которая на 25 % была звуковой. Хотя, по мнению Миллера, сюжет был слабоват, особенно в финале Уайлер показал свою способность легко переходить из одного жанра в другой.

### Работа на Universal Studios в 1930—1935 годах
Первым полностью звуковым фильмом Уайлера и первым для студии Universal стала криминальная мелодрама «Герои ада» (1930), которая также отличалась значительным количеством натурных съёмок, которые проходили на жаре в пустыне Мохаве. Фильм был поставлен по журнальному роману популярного автора Питера Кайна «Три крёстных отца» (1913), который неоднократно экранизировался, в том числе Джоном Фордом в 1948 году. Действие картины происходит в XX веке в Аризоне. В городке Новый Иерусалим четверо бандитов грабят банк, убивая кассира, при этом одного преступника убивают на месте, а другой получает ранение. Бандиты скрываются в пустыне, где встречают беременную женщину, которая на их глазах рожает ребёнка. Умирая, она даёт ребёнку имена трёх незнакомцев и просит их стать крёстными отцами. Постепенно мужчины умирают в пустыне от голода и жажды, пока последний из них (Чарльз Бикфорд) на грани безумия не возвращается с ребёнком в Новый Иерусалим, где выясняется, что отцом ребёнка является убитый кассир. Как отмечал историк кино Габриэл Миллер, в отличие от романа и других киноверсий, этот фильм «лишён сентиментальности, реалистичен и погружён в значительно более мрачную среду». По словам киноведа, несмотря на общую безрадостность, чем по ходу работы были недовольны как автор романа, так и продюсеры, фильм принёс прибыль. Уайлер стал восприниматься как хорошо зарекомендовавший себя режиссёр, и в итоге студия подписала с ним новый, более выгодный контракт.
Следующим фильмом Уайлера стала мелодрама «Разделённый очаг» (1931), поставленная по журнальной истории Олив Иденс об овдовевшем немолодом рыбаке Сете Лоу (Уолтер Хьюстон), который находит себе молодую невесту Рут Эванс (Хелен Чэндлер) и вскоре женится на ней. Из-за Рут у Сета происходит стычка с его нерадивым сыном Мэттом (Дугласс Монтгомери), в ходе которой отец получает серьёзную травму. Пока он лечится, Рут и Мэтт влюбляются друг в друга. Во время очередной ссоры отца с сыном Рут в страхе убегает и прячется в лодке, которую шторм уносит в море. Отец и сын бросаются на помощь, в результате Сет тонет, а молодая пара спасается.
В 1932 году Уайлер поставил мелодраму «Том Браун из Калвера» (1932) об угрюмом и мятежном подростке (Том Браун), который в Военной академии Калвера превращается в преданного солдата американской армии. Кинокритик Андре Сенневелд в «Нью-Йорк таймс» отметил, что «мальчики в фильме играют как мальчики, а не как Гамлеты в театральной постановке, что придало фильму приятные и трогательные черты». Вместе с тем фильм, по его мнению, пострадал от чрезмерной демонстрации достоинств военной академии, и сокращение этой части фильма «придало бы ему правильный темп и избавило бы от чрезмерных ура-патриотических пристрастий, сделав его чуть менее похожим на рекламу академии». Вскоре после этого Уайлер ушёл со студии, но затем вернулся, подписав договор на один фильм «Её первая любовь» (1933). Это была третья из серии комедий с участием Сейзу Питтс и Слима Саммервилла. По мнению Миллера, этот «вымученный фильм получился не очень смешным и неэнергичным».
Вскоре Уайлер подписал новый, более крупный контракт с Universal, и ему предложили поставить фильм «Адвокат» (1933) по одноимённой пьесе лауреата Пулитцеровской премии, драматурга Элмера Райса. По словам Миллера, «этим фильмом Уайлер заявил о себе как об одном из наиболее значимых режиссёров Голливуда, начав выдающуюся и наиболее продуктивную фазу своей карьеры». В центре внимания картины находится успешный юрист (Джон Бэрримор), который выбился наверх из бедной еврейской семьи. Действие картины в основном протекает в его офисе, где он сталкивается с разнообразными человеческими драмами. У него есть и собственные проблемы, когда ему угрожают лишением статуса адвоката за нарушение этики, а также в отношениях с женой из высшего общества, которая изменяет ему, и с её детьми от первого брака, которые не хотят его признавать. По мнению Мордонта Холла из «Нью-Йорк таймс», «фильм заряжен энергией, а все сцены настолько целостны и закончены, что ни одна из них не кажется затянутой ни на долю минуты. Хотя некоторые части из театральной постановки опущены, автору сценария и режиссёру Уильяму Уайлеру удаётся сделать так, что это не порождает никаких неясностей». Миллер назвал постановку «крепким фильмом, который мастерски сделан и красиво сыгран» , в том числе Бэрримором, сыгравшим «одну из лучших своих ролей». Как далее писал киновед, критика оценила фильм и он добился коммерческого успеха в прокате. «И хотя газеты в Лос-Анджелесе восхищались режиссурой Уайлера, в нью-йоркских рецензиях его имя почти не упоминали», — заметил Миллер.
В 1935 году на экраны вышла комедия «Добрая фея», рассказывавшая о молодой, наивной девушке (Маргарет Саллаван), которая после выхода из детского дома поступает на работу билетёршей в кинотеатр. Она стремится вести себя как «добрая фея» по отношению к окружающим, однако это создаёт лишь многочисленные запутанные и комичные ситуации с участием нескольких связанных с ней мужчин. Кинокритик «Нью-Йорк таймс» высоко оценил комедийные аспекты картины, отметив однако, что при другом режиссёре и исполнительнице главной роли фильм был бы ещё лучше. Эта картина стала последней для Уайлера на студии Universal Pictures, на которой он проработал 15 лет. Завершив её, Уайлер отправился в медовый месяц с актрисой Маргарет Саллаван, на которой женился в 1934 году.

### Сотрудничество с Сэмюэлом Голдвином в 1936—1942 годах

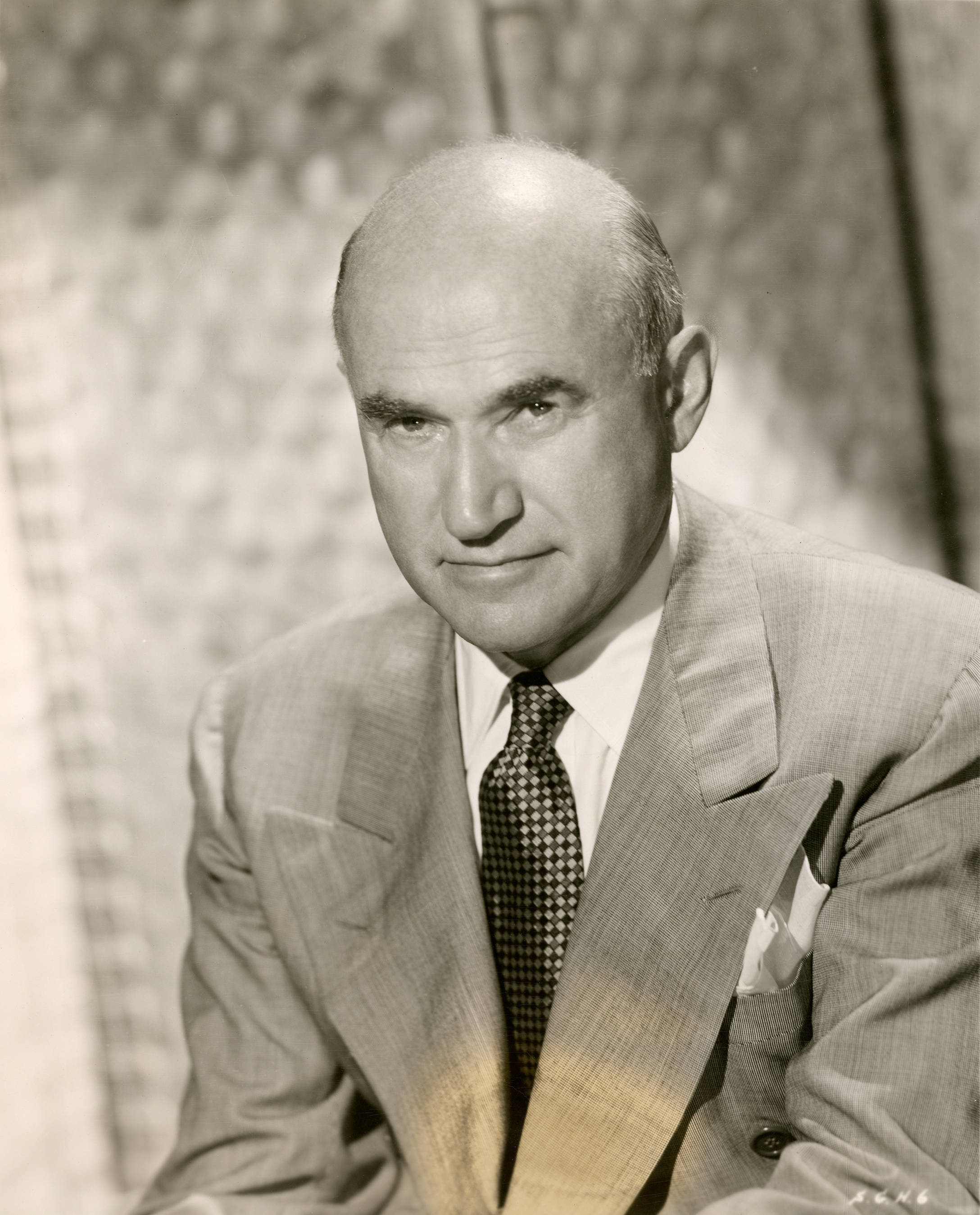
Сэмюэл Голдвин в 1949 году

Вернувшись к работе, Уайлер приступил к постановке на студии Fox романтической комедии «Весёлый обман» (1935). Этот фильм стал первым у Уайлера, который получил номинацию на «Оскар» (за лучшую историю). Важнее однако было то, что благодаря этому фильму на Уайлера обратил внимание продюсер Сэмюэл Голдвин. Подписав с Уайлером трёхлетний контракт, Голдвин предложил ему экранизировать популярную бродвейскую пьесу Лилиан Хеллман «Детский час». Однако Офис производственного кодекса, осуществлявший в то время цензуру в кинематографе, категорически запретил экранизировать пьесу в её оригинальном виде по причине того, что её главных героинь, двух молодых учительниц в частной школе, обвиняют в лесбийской связи. В итоге Хеллман, которую Голдвин нанял для работы над сценарием, существенно переработала содержание пьесы. Она заменила отношения между двумя учительницами на любовный треугольник с участием доктора, который является женихом одной из них. По требованию Офиса производственного кодекса были внесены и некоторые другие изменения в сценарий, и, чтобы окончательно скрыть связь с бродвейской пьесой, фильм получил название «Эти трое» (1936). По словам кинокритика «Нью-Йорк таймс» Фрэнка Ньюджента, несмотря на изменения в итоге получился узнаваемый вариант пьесы: «Мисс Хеллман проделала блестящую работу, создав на основе своей пьесы захватывающий, напряжённый и драматически сильный сценарий». Немалый вклад в успех картины внесли также «талантливые актёры Мерл Оберон, Мириам Хопкинс и Джоэл Маккри, великолепная режиссура и исключительно хорошая операторская работа». Также, по мнению критика, фильм можно причислить к одной из лучших экранных драм последних лет. Он «превосходен во всём, включая историю, режиссуру Уайлера, операторскую работу Грегга Толанда и актёрскую игру. Есть все основания полагать, что он окажется среди десяти лучших фильмов года». Драма получила одну номинацию на «Оскар», которой удостоилась за исполнение роли второго плана актриса Бонита Грэнвилл.
Первым грандиозным успехом Уайлера стала мелодрама «Додсворт» (1936), в основу которой был положен одноимённый роман нобелевского лауреата, писателя Синклера Льюиса. Фильм рассказывает об автомобильном магнате Сэме Додсворте (Уолтер Хьюстон), который продаёт свой бизнес и отправляется с женой Фрэн (Рут Чаттертон) путешествовать по Европе. Там она начинает вести бурную светскую жизнь, заводить романы на стороне, и в итоге требует развода. Сэм уезжает в Неаполь, где начинает отношения с американкой Эдит Картарайт (Мэри Астор). Когда же после очередного неудачного романа Фрэн решает вернуться к мужу, Сэм не принимает её, женится на Эдит и возвращается с ней в Америку. Кинокритик Фрэнк Ньюджент в «Нью-Йорк таймс» высоко оценил картину, отметив игру Хьюстона в главной роли, а также старания сценариста Сидни Ховарда, который умело перевёл роман Льюиса в киносценарий. Критик также отметил работу режиссёра, «благодаря мастерству которого роман был передан кинематографическими средствами, и талантливого актёрского состава, который наполнил фильм жизнью к нашему полному удовлетворению». Однако, по мнению Ньюджента, среди всех исполнителей особенно выделялся Хьюстон, «демонстрируя энергию и великолепное мужество своего персонажа». Режиссёру также удалось создать точный образ, как это необходимо, — «с симпатией, юмором, деликатностью, иронией и суровостью, и всё в своё время». По оценке советского и российского киноведа Валентины Колодяжной, именно с этой работы Уайлера можно по праву назвать большим мастером американского кино. Фильм получил лишь один «Оскар» за художественную постановку, но был номинирован ещё в шести категориях, в том числе как лучший фильм, за лучшую режиссуру (первая личная номинация Уайлера), лучший сценарий, лучшую мужскую роль (Хьюстон), лучшую женскую роль второго плана (Мария Успенская), а также за лучший звук.
Одновременно с Уайлером в соседнем павильоне на студии Голдвина режиссёр Говард Хоукс ставил мелодраму «Приди и владей» (1936) по одноимённому роману Эдны Фербер. В процессе работы у Хоукса возник творческий конфликт с Голдвином, в результате которого режиссёр был вынужден уйти после 42 дней работы над фильмом. Голдвин уговорил Уайлера закончить картину. Вклад Уайлера в законченный фильм остаётся предметом дискуссий, сам режиссёр утверждал, что он составил примерно 50 %, и, по мнению Миллера, «в законченном виде фильм тематически ближе творчеству Уайлера, чем Хоукса». Действие начинается в конце XIX века в Висконсине, где молодой амбициозный лесоруб Барни Глазгоу (Эдвард Арнольд) влюбляется в ресторанную певицу Лотту Морган (Фрэнсис Фармер), однако женится на дочери богатого владельца лесопилки. Двадцать с лишним лет спустя Барни, который стал крупным лесопромышленником, влюбляется в дочь своего старого приятеля и Лотты, однако она предпочитает его более молодого сына (Джоэл Маккри). Несмотря на многочисленные проблемы с производством картины, она получила столь же позитивные отзывы критики, что и «Додсворт». В рецензии «Нью-Йорк таймс», в частности, отмечалось, что фильм столь же хорош, как и другие удачи Уайлера в этом году — «Эти трое» и «Додсворт» , а в коммерческом плане «Приди и владей» стал даже успешнее «Додсворта». Актёр Уолтер Бреннан получил «Оскар» за лучшую роль второго плана, фильм также был номинирован на «Оскар» за лучший монтаж.
В 1937 году Голдвин предложил Уайлеру экранизировать ещё одну успешную бродвейскую пьесу «Тупик», автором которой был популярный драматург Сидни Кингсли. Действие картины, также названной «Тупик» (1937), происходит в бедном квартале Манхэттена, куда приезжает выросший там гангстер Хью Мартин (Хамфри Богарт). После того как его проклинает мать, а любовь его юности отказывается пойти с ним, Мартин решает похитить проживающего поблизости мальчика из богатого семейства. Однако один из друзей детства Мартина (Джоэл Маккри) даёт гангстеру отпор и спасает мальчика, после чего полицейские убивают Мартина в перестрелке. После выхода фильма в прокат кинообозреватель «Нью-Йорк таймс» Джон Т. Макманус дал ему высокую оценку, написав, что он «заслуживает места среди важных кинокартин 1937 года за своё полное и качественное представление темы социального протеста», которая заложена в пьесе Сидни Кингсли. Картина была выдвинута на четыре Оскара в номинациях «Лучшая картина», «Лучшая актриса второго плана» (Клер Тревор), «Лучшая операторская работа» (Грегг Толанд) и «Лучшая работа художника-постановщика» (Ричард Дэй). Газета Film Daily включила картину в десятку лучших фильмов 1937 года.
В 1933 году на бродвейской сцене вышла драма Оуэна Дэвиса «Иезавель», которая однако не пользовалась успехом и была закрыта после 32 представлений. Тем не менее на пьесу обратил внимание главный продюсер студии Warner Bros. Хэл Уоллис, который решил экранизировать её с Бетт Дейвис в главной роли и с бюджетом, который был больше, чем у любого другого фильма актрисы. После того как собственные режиссёры студии Эдмунд Гулдинг и Майкл Кёртис по разным причинам не смогли взяться за постановку, руководство договорилось с Голдвином об аренде Уайлера, который «годом ранее продемонстрировал свою силу в работе с актрисами на фильмах „Эти трое“ и „Додсворт“». Действие фильма «Иезавель» (1938) происходит в Новом Орлеане в 1850-е годы. Своенравная красавица из высшего общества Джули Марсден (Бетт Дейвис) помолвлена с банкиром Престоном Диллардом (Генри Фонда), однако её самодурство и упрямство приводит к тому, что Престон расторгает с ней помолвку и уезжает по делам на Север. Когда же через год он возвращается, Джули пытается восстановить отношения, однако выясняется, что Престон успел жениться. Первоначально Джули пытается отомстить бывшему возлюбленному и даже организовать его убийство, однако затем, когда Престон заболевает жёлтой лихорадкой и его отправляют в лепрозорий на уединённый остров, она уговаривает его жену и едет вместо неё, чтобы ухаживать за ним. В своих отзывах критики восхищались прежде всего игрой Дейвис, отмечая при этом неубедительность сценария, особенно в финале. Фрэнк Ньюджент, в частности, написал в «Нью-Йорк таймс», что фильм получился бы сильнее, «если бы героиня так бы и не раскаялась до самого конца. Мисс Дейвис может быть очень злобной, если захочет, и не стоило сдерживать этот её дар женской злобы… В любом случае, это интересный фильм, несмотря на наше недовольство кульминацией». Говард Барнс в New York Herald Tribune написал: «Это шоу мисс Дейвис, которая получает доблестную помощь от других исполнителей. Однако никакая искренняя игра не превратит фильм в искреннюю трагедию. История всё равно плоха, даже когда она убедительно сыграна и изобретательно поставлена». Несмотря на неоднозначные отзывы критики, фильм принёс студии весьма ощутимую по тем временам прибыль в 400 тыс. долларов. Он также принёс второй «Оскар» Бетт Дейвис как лучшей актрисе, а Фэй Бейнтер завоевала «Оскар» как лучшая актриса второго плана. Кроме того, фильм был удостоен номинаций на «Оскар» в категориях «Лучший фильм», «Лучшая музыка» и «Лучшая операторская работа». При получении награды Дейвис выразила сожаление, что её радость омрачило только то, Уайлер не получил «Оскар» как лучший режиссёр (он не был удостоен даже номинации). Фильм выдвигался на главный приз («Кубок Муссолини») Венецианского кинофестиваля как лучший иностранный фильм. Несмотря на то, что Дейвис первоначально отказалась сниматься в фильме, узнав, что его ставит Уайлер, впоследствии она с большой благодарностью вспоминала режиссёра. В своих мемуарах «Одинокая жизнь» она писала о его роли в создании образа своего персонажа: «Он помог мне увидеть мои потенциальные возможности. Он сотворил сценарий. Он сотворил отличную картину. И всё это сделал Уайлер. В этом исключительно творческом и талантливом режиссёре я встретила себе равного».

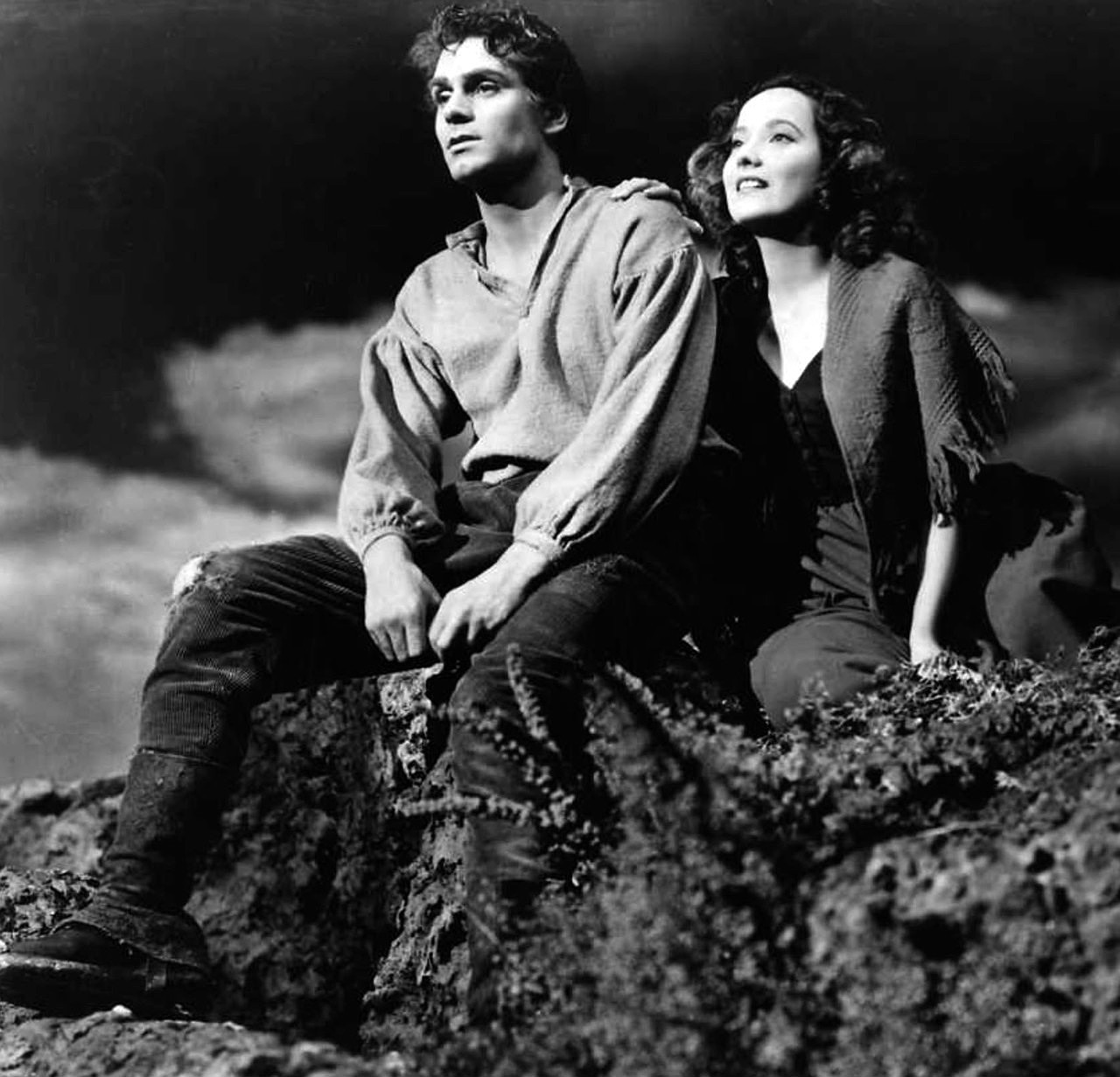
Лоренс Оливье и Мерл Оберон в фильме «Грозовой перевал» (1939)

В 1939 году Уайлер вернулся на студию Голдвина, где поставил мелодраму «Грозовой перевал», которая стала «одним из наиболее высоко ценимых и известных фильмов» режиссёра. В основу сценария положен классический одноимённый роман британской писательницы Эмилии Бронте, который был написан в 1847 году. Фильм рассказывает о событиях в богатой усадьбе в Йоркшире в начале XIX века. Владелец усадьбы мистер Эрншо привёл в дом сироту по имени Хитклифф, который быстро сблизился с его дочерью Кэтрин, и со временем они полюбили друг друга. Когда за повзрослевшей Кэтрин (Мерл Оберон) начал ухаживать богатый сосед Эдгар Линтон (Дэвид Нивен), Хитклифф (Лоренс Оливье), мучимый чувством ревности, сбежал из усадьбы. Когда он вернулся богатым человеком, Кэтрин уже была замужем за Эдгаром. Хитклифф купил усадьбу Эрншо и женился на сестре Эдгара, однако любовь между ним и Кэтрин не ослабла, даже когда она смертельно заболела. На предпросмотрах отзывы зрителей были негативными, главным образом, по причине неясно изложенной истории и мрачного финала. Тогда Голдвин вопреки воле и желанию Уайлера добавил закадровый текст, поясняющий происходящее на экране, а также ввёл дополнительную финальную сцену, где Кэтрин и Хитклифф удаляются в снежный туман. Хотя Уайлер считал такой финал ужасным, публике он нравился, и с изменениями Голдвина фильм добился потрясающего успеха. Как написал кинокритик «Нью-Йорк таймс» Фрэнк Ньюджент, Уайлер «великолепно» снял фильм, наполнив «даже самые лёгкие сцены атмосферой неизвестности и дурных предчувствий. Его пугающее повествование движется во всё более ускоряющемся темпе, приближаясь к своей захватывающей трагической кульминации. Это, несомненно, одна из самых выдающихся картин года, одна из лучших, когда-либо созданных мистером Голдвином…». Фильм принёс один «Оскар» Греггу Толанду за лучшую операторскую работу, а также семь номинаций на «Оскар», в том числе в категориях «Лучший фильм», «Лучший режиссёр» и «Лучший актёр главной роли» (Оливье).
Через десять лет после фильма «Герои ада» Уайлер вновь вернулся к жанру вестерна, взявшись за постановку фильма «Человек с Запада» (1940). Действие происходит в конце XIX века в небольшом техасском городке, которым заправляет беспринципный и жестокий судья Рой Бин (Уолтер Бреннан). Когда он приговаривает к смертной казни по вымышленному обвинению заезжего бродягу Коула Хардина (Гэри Купер), тот находит способ спасти себе жизнь, заявляя, что знаком с актрисой Лили Лэнгтри, которой судья буквально одержим. Добившись отсрочки в рассмотрении дела, Коул быстро завоёвывает авторитет в городе, встав на сторону притесняемых поселенцев, что приводит к неминуемому кровавому столкновению с Бином и его приспешниками в финале. По словам кинокритика Босли Краузера из «Нью-Йорк таймс», в центре картины находятся сцены с участием Коула и Бина, которые, сняты «Уайлером неторопливо и напряжённо, и очень красивы. То же самое можно сказать и об операторской работе Грегга Толанда, которая пленяет глаз своей атмосферой. Если бы все элементы в фильме были бы столь же хороши, то он был бы просто великолепен. Но, к сожалению, это не так». Историки жанра вестерн Джордж Фенин и Уильям Эверсон назвали вестерн «одним из самых выдающихся фильмов своего времени». Также они отметили, что он «странный, мрачный и сделанный в неровном темпе». Фильм получил номинацию на «Оскар» за лучший оригинальный сюжет, а Уолтер Бреннан получил «Оскар» как лучший актёр второго плана, хотя, по мнению Миллера, «его роль по сути была главной».
Следующий фильм «Письмо» (1940) стал вторым после «Иезавель», который Уайлер поставил на студии Warner Bros., и вновь главную роль у него сыграла Бетт Дейвис. В основу фильма положена пьеса Сомерсета Моэма 1927 года, которая рассказывает историю Лесли Кросби (Дейвис), английской жены богатого плантатора в Малайзии, которая из ревности и ярости убивает своего любовника, утверждая, что совершила убийство вследствие самообороны. Однако появляется её письмо жертве, которое раскрывает истинные мотивы убийства. После ряда сюжетных поворотов в финале пьесы Лесли выходит на свободу и возвращается к своему несчастному мужу, который знает, что он ей безразличен, и что она убила человека, которого по-прежнему любит. При этом, по суровой иронии судьбы, они вынуждены продолжать жить вместе. Однако Офис производственного кодекса потребовал изменить концовку с тем, чтобы зло было наказано, и в итоге у картины появился финал, в котором вдова застреленного любовника убивает Лесли, а её в свою очередь арестовывает полиция. Фильм получил хвалебные отзывы критики. В частности, Босли Краузер в «Нью-Йорк таймс», высоко оценив пьесу Моэма и «отличную» актёрскую игру, далее заметил, что «главная заслуга в создании столь напряжённой и тонкой мелодрамы… принадлежит мистеру Уайлеру, рука которого чувствуется во всём… С бесконечной заботой он создаёт мрачную, душную атмосферу каучуковой страны. В медленном, неумолимом темпе он накапливает детали. В этой картине его камера говорит более красноречиво, чем кто-либо… Сила напряжённости у Уайлера просто невероятна. Актеры также реализуют его требование создать мрачное настроение». С этим фильмом Дейвис завоевала свою вторую номинацию на «Оскар» под руководством Уайлера. За пять лет это был пятый фильм Уайлера, который выдвигался на «Оскар» как лучший фильм, и третий, за который он получил номинацию как лучший режиссёр.
Позднее, после ничем особенно не выдающейся постановки «Человек с Запада» (1940) и весьма посредственного «Письма» (1941) по роману Сомерсета Моэма, Уайлер проявил суровое величие в постановке «Лисичек» (1941) — экранизации мелодраматической пьесы (автор Лилиан Хеллман), которой его талант в соединении с талантом Бэтти Дэвис придал социальную и человеческую значимость. Однако в этом фильме Уайлер впервые, быть может, под влиянием Джона Форда и Орсона Уэллеса, с оператором которого, Грегом Толандом, он работал, допустил излишнее увлечение операторской техникой за счёт сюжета фильма.
Ещё в 1939 году Голдвин купил права на экранизацию ещё одной успешной бродвейской пьесы Лилиан Хеллман «Лисички», поручив написание сценария самой Хеллман, а постановку доверив Уайлеру. Действие фильма «Лисички» происходит в 1900 году в небольшом городке на Юге США. В центре истории находится алчная, беспринципная и коварная южная аристократка Реджина Гидденс (Бетт Дейвис, которую Голдвин арендовал у студии Warner Bros специально для этого фильма) и её не менее подлые братья, которые планируют открыть хлопкопрядильную фабрику, но не могут собрать необходимые средства и разделить между собой доли. С помощью сложной цепи интриг, включая фактическое доведение мужа до смерти и шантаж братьев, совершивших кражу ценных бумаг, Реджине удаётся получить контроль над будущей фабрикой, однако при этом она остаётся в полном одиночестве, теряя связь со всеми близкими, включая дочь. Кинокритик «Нью-Йорк таймс» Босли Краузер назвал фильм «самой язвительной и зловещей картиной года» и «одной из самых жестоко-реалистичных психологических драм, которые когда-либо показывались на экране». Как далее указывал критик, «идеально понимая возможности камеры, Уайлер и Хеллман выделили из пьесы напряжённую и ударную историю с жутким запахом разложения, от которой стынет кровь». По словам Краузера, картина сильна своим разоблачением «семьи злых людей, которые отравляют всё, к чему прикасаются. Мистер Уайлер использовал камеру Грегга Толанда для того, чтобы охватить мириады мелких деталей этого нездорового дома и раскрыть наиболее характерные черты его многочисленных обитателей. Фокус глубокий, текстура изображений жёсткая и реалистичная. Отдельные сцены необычайно ярки и убедительны, как, например, та, в которой братья Хаббард вынашивают план, как одолеть свою сестру, или с трудом переносимая сцена, в которой Реджина оставляет своего мужа без помощи в его борьбе со смертью». Как резюмирует Краузер, фильм не способствует восхищению человечеством: «Он холоден и циничен. Но это очень увлекательная картина,… особенно если вам нравится наблюдать за мастерскими ударами ножом в спину». Историк кино Ежи Тёплиц назвал работу Уайлера «великолепной», а созданный Дейвис образ «выдающимся»; при этом он особо останавливался на сложностях, возникших между режиссёром и актрисой. Фильм был номинирован на девять «Оскаров», в том числе как лучший фильм, за лучшую режиссуру, за лучший сценарий и лучшее исполнение главной женской роли.

### Работа над военной тематикой в 1941—1946 годах
В 1941 году Metro-Goldwyn-Mayer, на тот момент самая богатая и роскошная студия Голливуда, взяла Уайлера в аренду для постановки драмы «Миссис Минивер» (1942). В основу фильма была положена серия статей журналистки Джен Стратер в лондонской «Таймс», которые в 1939 году вышли отдельной книгой. В них давался идеализированный портрет английской семьи верхнего среднего класса, живущей в деревушке недалеко от Лондона в гармонии друг с другом и с окружающими, в преддверии надвигающейся Второй мировой войны, которая угрожает разрушить их образ жизни. В процессе работы над сценарием исходный материал был существенно переработан в целостную историю, действие которой начиналось с того момента, где книга заканчивалась, а именно когда Великобритания объявляет войну Германии. В сценарии появилась новая любовная линия, а также тема сплочения различных классов общества перед лицом врага, и в целом он приобрёл пропагандистский характер, призывавший Америку оказать поддержку дружественным европейским державам. Как написал современный историк кино Хэл Эриксон, фильм не смог пройти испытание временем: «Этот приукрашенный, идеализированный взгляд на жизнь богатого британского дома во время Второй мировой войны порой кажется чересчур схематичным и надуманным с сегодняшней точки зрения». В частности, игра главной героини (Грир Гарсон) выглядит неестественной, особенно когда она с чувством собственного достоинства ухаживает за своим розовым садом, в то время как её муж (Уолтер Пиджон) участвует в эвакуации в Дюнкерке. Однако, как отмечает Эриксон, несмотря на то, что фильм «растерял значительную часть своей способности тронуть и вдохновить зрителей, легко увидеть, почему он был настолько популярен в 1942 году, и почему Уинстон Черчилль сказал, что по своей пропагандистской ценности он равен дюжине боевых кораблей». По мнению киноведа, кинозрителям как в Великобритании, так и в Америке нравилось верить в то, что они могли бы вести себя с таким же благородством в столь тяжёлой ситуации, как это делает семья Миниверов. Сцены фильма — когда они ютятся в укрытии во время налёта люфтваффе, встреча миссис Минивер со сбитым нацистским парашютистом на кухне и ежегодное шоу цветов, которое проводится, несмотря на опасность бомбардировки, кульминационный призыв священника взяться за оружие с кафедры его разрушенной церкви — «поставлены и сыграны мастерски», заставляя забыть о том, что это, по существу, самая настоящая пропаганда. Фильм стал самым прибыльным у студии Metro-Goldwyn-Mayer в 1942 году и завоевал рекордное для Уайлера количество «Оскаров» — шесть (и ещё шесть номинаций), в том числе как лучший фильм, за лучшую режиссуру (первый «Оскар» у Уайлера), лучший сценарий, лучшую операторскую работу и лучшую женскую роль.
Уайлеру было 39 лет, когда началась Вторая мировая война, но тем не менее в начале 1942 года, не дождавшись церемонии вручения ему первого «Оскара», он пошёл добровольцем в ВВС Армии США. В звании майора Уайлер был направлен в Европу снимать документальные фильмы о ходе боевых действий. Всего он осуществил пять боевых заданий, производя съёмку для вооружённых сил, а также снял два документальных фильма. «Мемфис Белль: История летающей крепости» (1944) рассказывал о последнем задании знаменитого самолёта B-17 Flying Fortress, первого американского тяжёлого бомбардировщика «Мемфисская красотка», который за время войны выполнил более 25 боевых вылетов на европейском театре военных действий. «Мемфис Белль» был охарактеризован критиком Босли Краузером как «один из лучших фактических фильмов о войне». Уайлер снял ещё один документальный фильм «Тандерболт» (1947). Время, проведённое Уайлером в ВВС, было полно опасностей, так как он вылетал на реальные боевые задания для съёмки материала. Во время съёмок над Италией из-за постоянного рёва авиамоторов Уайлер оглох на одно ухо. За свою службу Уайлер был награждён медалью Военно-воздушных сил, орденом Почётного легиона и повышен до звания подполковника.

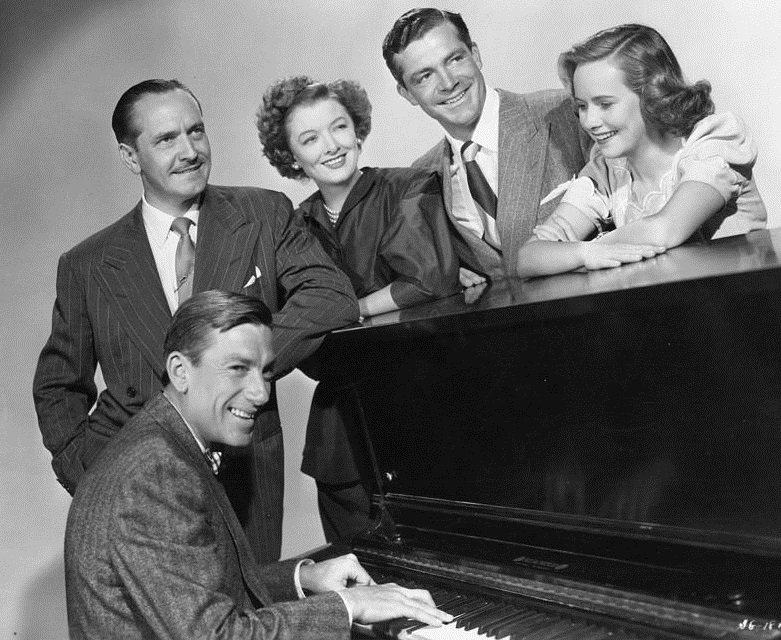
Рекламное фото к фильму «Лучшие годы нашей жизни» (1946). Слева направо: Фредерик Марч, Мирна Лой, Дэна Эндрюс, Тереза Райт, за фортепиано Хоуги Кармайкл

После окончания войны Уайлер завершил многолетнее сотрудничество с Голдвином послевоенной драмой «Лучшие годы нашей жизни» (1946), которая, по словам критика «Лос-Анджелес таймс» Билла Биллитера, имела огромный успех у критиков. Фильм также добился выдающихся кассовых результатов благодаря личному военному опыту Уайлера и личному ощущению её последствий. Позже режиссёр говорил, что это самая легко давшаяся его работа, причём фактически на «исследование» материала у него ушло четыре года. Поставленный по идее Голдвина, по роману «Слава для меня» Маккинли Кантора и сценарию Роберта Шервуда, фильм рассказывает историю троих военнослужащих, возвращающихся домой после окончания Второй мировой войны. Каждый из них по-своему переживает процесс возвращения к нормальной жизни. Сержант пехоты Эл Стивенсон (Фредрик Марч) получает свою прежнюю работу банковского служащего, однако должен заново привыкать к отношениям с женой (Мирна Лой) и узнавать своих уже почти взрослых детей. Капитан авиации Фред Дерри (Дэна Эндрюс) возвращается к красивой жене (Вирджиния Мейо), мечтающей о лёгкой и беспечной жизни с героем-лётчиком. Однако когда у Фреда заканчиваются деньги, накопленные за время службы, и ему не удаётся устроиться на престижную работу, жена разочаровывается в нём. Она начинает изменять мужу, а он вынужден пойти работать продавцом в супермаркет. Моряк Гомер Пэрриш (Гарольд Рассел) приходит с фронта инвалидом, без обеих рук, испытывая большие сомнения по поводу того, стоит ли ему восстанавливать прежние отношения со своей невестой Вилмой (Кэти О’Доннелл) или отпустить её на свободу. И хотя Вилма принимает его таким, какой он есть, самому Гомеру трудно смириться со своим новым местом в жизни.
После выхода на экраны фильм получил чрезвычайно положительные отзывы критики. В частности, Босли Краузер написал в «Нью-Йорк таймс»: «Редко появляется картина, которая может полностью и с энтузиазмом быть принята не только как превосходное зрелище, но и как пища для спокойного и облагораживающего размышления». По его оценке, «сценарист Роберт Шервуд и режиссёр Уайлер добились самой красивой и вдохновляющей демонстрации человеческого духа, которую только можно увидеть в кино». В общей сложности фильм завоевал семь «Оскаров», в том числе как лучший фильм, за лучший сценарий и лучшим актёрам (Марч и Расселл). Он также принёс Уайлеру его второй режиссёрский «Оскар» и стал одним из самых прибыльных фильмов десятилетия. Как отметила современный критик «Нью-Йорк таймс» Джанет Маслин, эта драма стала «любимым фильмом Уайлера». Высокую оценку этой работе своего друга дал американский режиссёр Билли Уайлдер, назвав её одним из самых любимых своих фильмов. По его словам, это картина «с самой лучшей режиссурой из всех, что я видел».

### Кинокарьера на студии Paramount Pictures в 1949—1955 годах
В 1947 году Уайлер вступил в состав общественного Комитета за Первую поправку, который образовали некоторые ведущие голливудские кинематографисты, чтобы противостоять деятельности Комиссии Конгресса США по расследованию антиамериканской деятельности в Голливуде, преследовшей американских деятелей кино по политическим мотивам.
В 1948 году Уайлер вместе с режиссёрами Фрэнком Капрой, Джорджем Стивенсом и Самуэлем Брискином создал независимую продюсерскую компанию Liberty Films, которая, однако, успела произвести только один фильм «Эта замечательная жизнь» (1948) Капры, после чего столкнулась с серьёзными финансовыми проблемами. Вскоре компанию выкупила студия Paramount Pictures, с которой Уайлер подписал пятилетний контракт. Сотрудничество с Paramount продлилось до второй половины 1950-х годов.

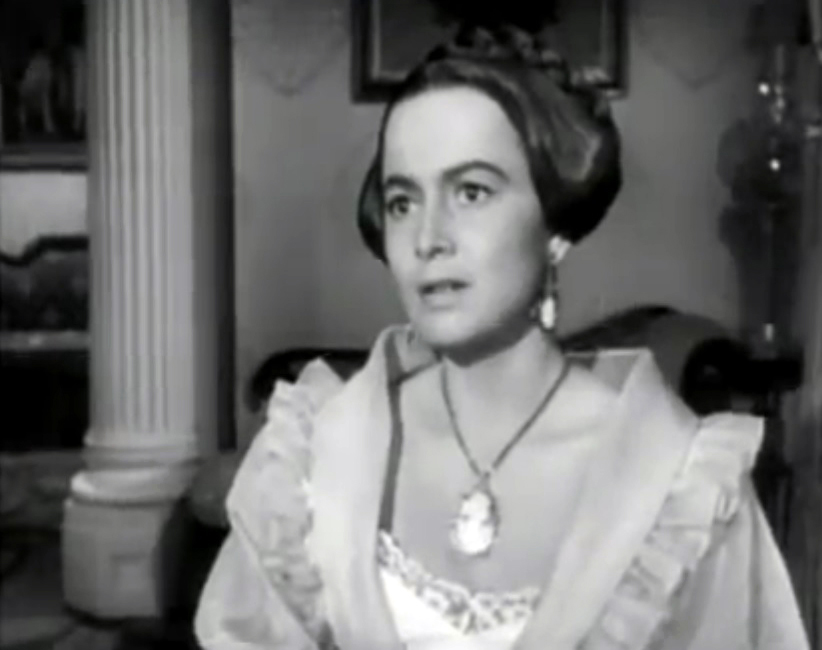
Оливия де Хэвиленд в трейлере фильма «Наследница» (1949)

Первой работой Уайлера на новой студии (где он выступал и как продюсер, и как режиссёр) стала мелодрама «Наследница» (1949), в основу которой был положен роман Генри Джеймса «Вашингтон-сквер» (1880). Фильм, действие которого происходит в 1850-е годы в Нью-Йорке, рассказывает о молодой стеснительной девушке Кэтрин Слоупер (Оливия де Хэвиленд), полностью зависящей от своего богатого отца (Ральф Ричардсон), которая на балу знакомится с обходительным красавцем Моррисом Таунсендом (Монтгомери Клифт) и вскоре влюбляется в него. Когда она сообщает отцу о планах выйти замуж за Морриса, тот, подозревая, что жених лишь хочет добраться до его богатства, отказывает ей в наследстве в случае, если они поженятся. Влюблённая Кэтрин предлагает Морису бежать, но узнав, что в этом случае отец лишит её состояния, в назначенный час он так и не появляется. Много лет спустя Кэтрин находит способ наказать своего бывшего возлюбленного. Фильм  был очень хорошо принят критиками. В частности, Босли Краузер отметил, что далеко не многие способны добиться того, чего достиг Уайлер с «Наследницей». Он взял драму, «действие которой почти полностью происходит в гостиной и относится к эпохе чопорных манер и строгих общественных взглядов, и превратил её в кинофильм, полный жизни и огня с нежной и мучительной психологической историей». Фильм завоевал четыре «Оскара», в том числе награду лучшей актрисе, которую получила Оливия де Хэвиленд. Фильм был номинирован ещё на четыре «Оскара», и две из этих номинаций выпали на долю Уайлера — как продюсеру за лучший фильм и как лучшему режиссёру. Уайлер был также номинирован на «Золотой глобус» как лучший режиссёр.
Два года спустя Уайлер выступил продюсером и режиссёром фильма «Детективная история» (1951), в основу которого была положена одноимённая полицейская драма драматурга Сидни Кингсли, с успехом шедшая на Бродвее. Фильм рассказывает об одном дне из жизни полицейского участка, показывая различные ситуации, с которыми приходится сталкиваться офицерам полиции. В центре внимания находится честный, но неуравновешенный детектив Маклеод (Кирк Дуглас), который «разрывается между желанием уделять больше времени своей жене и одержимостью при ловле преступников», проявляя при этом «чрезмерную жёсткость в отношении мелких нарушителей закона… Ситуация резко обостряется, когда, расследуя деятельность подпольного акушера, он узнаёт, что его жена также прибегала к его услугам». Фильм удостоился высоких оценок критиков, в частности Босли Краузер написал в «Нью-Йорк таймс», что пьеса Кингсли «благодаря превосходному, быстро всё схватывающему актёрскому составу была превращена продюсером и режиссёром Уильямом Уайлером в живой и увлекательный фильм», а журнал Variety отметил, что «Уильям Уайлер отполировал полицейский хит обладателя Пулитцеровской премии Сидни Кингсли до состояния кинематографического бриллианта». Сам Кингсли утверждал, что «воздействие фильма значительно сильнее, чем у театральной постановки,… потому что Уайлер и „Парамаунт“ смогли добиться от актёров создания великолепных образов». Фильм получил четыре номинации на «Оскар», среди которых была номинация Уайлеру как лучшему режиссёру. Кроме того, за эту работу Уайлер получил номинации на Золотую пальмовую ветвь Каннского фестиваля и от Гильдии режиссёров Америки за лучшую режиссуру — художественный фильм. «Детективная история» также была номинирована на «Золотой глобус» как лучшая драма и на премию БАФТА как лучший фильм.
На следующий год Уайлер, вновь как продюсер и как режиссёр, взялся за мелодраму «Сестра Керри» (1952), в основу которой был положен одноимённый роман Теодора Драйзера 1900 года. Действие фильма происходит в конце XIX века в Чикаго, где у бедной провинциалки Кэрри Мибер (Дженнифер Джонс) начинается роман с успешным управляющим рестораном Джорджем Хёрствудом (Лоренс Оливье). Кэрри рассчитывает выйти за него замуж, однако выясняется, что тот женат, хотя и не любит свою жену. Из-за романа с Кэрри Хёрствуд теряет работу, жену и дом, постепенно опускаясь до уровня уличного бродяги, в то время как Кэрри удаётся начать успешную артистическую карьеру. Когда некоторое время спустя они встречаются вновь, Кэрри всё ещё любит его, и готова ему помочь, однако Хёрствуд уже не способен вернуться к нормальной жизни. Работа над фильмом проходила в гнетущей атмосфере — у Уайлера умер годовалый сын, у Оливье болела нога, а Джонс (которая фактически была навязана Уайлеру продюсером Дэвидом О. Селзником, женой которого она была) скрыла свою беременность. К тому же, хотя у Уайлера и Оливье были отличные личные отношения, они оба были недовольны работой с Джонс. В условиях господствовавшего в то время маккартизма, из-за показа в фильме неприглядных сторон жизни американского общества студия решила задержать выход картины, а затем выпустила её в сравнительно скромный прокат. По словам историка кино Фрэнка Миллера, «отзывы критиков также были далеко не вдохновляющими, а некоторые из них обвинили создателей фильма в излишней сентиментальности по сравнению с романом, особенно в трактовке героини Джонс». Лишь игра Оливье была оценена высоко. Уайлер же винил себя за то, что сделал такой депрессивный фильм в то время, когда американская аудитория искала ухода от проблем перед лицом надвигающейся Холодной войны. Позднее критики высоко оценили игру как Оливье, так и Эдди Альберта, однако так и не приняли работу Джонс. В кассовом плане фильм также потерпел неудачу.

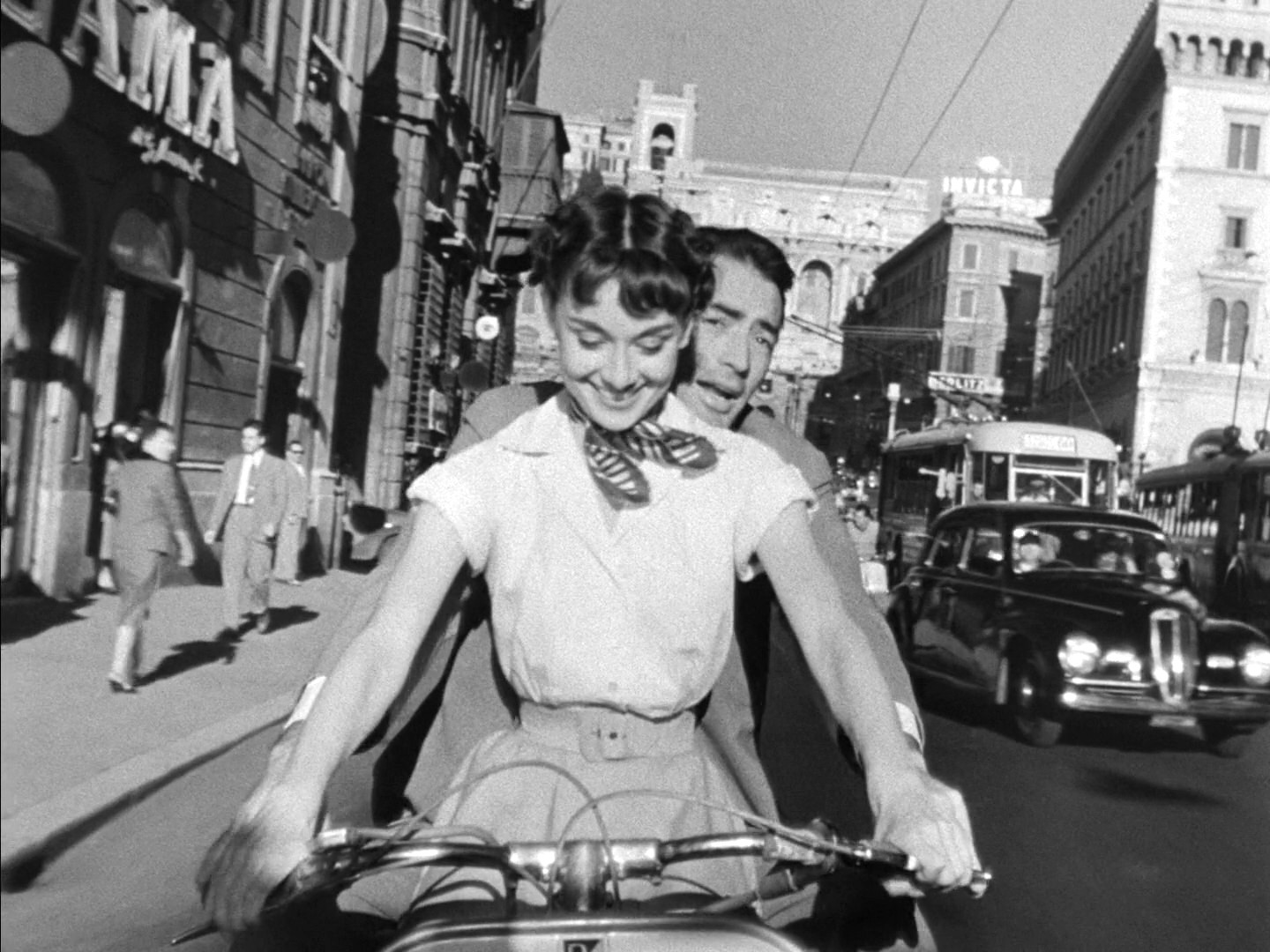
Одри Хепбёрн и Грегори Пек в фильме «Римские каникулы» (1953)

Не дожидаясь выхода фильма на экраны, Уайлер начал в Италии работу в качестве продюсера и режиссёра над фильмом «Римские каникулы» (1953), романтической комедии о приключениях прекрасной европейской принцессы (Одри Хепбёрн) и американского журналиста (Грегори Пек) на улицах Рима. Сценарий имел импровизационный характер и неоднократно переписывался, причём изменения вносились практически до конца съёмок. Другой особенностью были многочисленные натурные съёмки, снятые на римских улицах. Как публика, так и критики единодушно полюбили картину. Журнал Variety, в частности, написал: «Paramount добился успеха с этой романтической комедийной мелодрамой Уильяма Уайлера… Уайлер использовал древние здания и улицы Рима в качестве живописного и красивого фона… Он выдаёт юмор в неослабевающем темпе, вкладывает в смех своё сердце, наделяет материал оригинальными деталями и подчёркивает некоторые нежные, пронзительные сцены, с максимальной пользой используя умный сценарий и актёрский состав». Фильм получил десять номинаций на «Оскар», завоевав три награды, одна из которых досталась Хепбёрн как лучшей актрисе. Уайлер в свою очередь получил номинации на «Оскар» за лучшую картину и как лучший режиссёр. Он также был номинирован на премию БАФТА за лучший фильм, Гильдией режиссёров Америки — как лучший режиссёр, а также на премию «Золотой лев» Венецианского кинофестиваля. Комедию высоко оценивал друг режиссёра классик мирового кино Эрих Штрогейм, сам же Уайлер называл её «сказкой» на современную тему.
В 1955 году Уайлер выступил как продюсер и режиссёр фильма нуар «Часы отчаяния» (1955), в основу которого положены одноимённые роман 1954 года и бродвейская пьеса 1955 года писателя и драматурга Джозефа Хейса. Фильм рассказывает о трёх сбежавших заключённых во главе с Гленном Гриффином (Хамфри Богарт), которые захватывают пригородный дом в Индианаполисе в ожидании подружки Гриффина, которая должна привезти преступникам деньги. В доме на момент захвата находится семья из четырёх человек во главе с Дэниелом Хиллиардом (Фредрик Марч). Полиция в конечном итоге выслеживает беглецов, окружая дом, но не решается пойти на штурм из-за опасения убийства заложников. Бандиты начинают физически и морально издеваться над членами семьи Хиллиарда, вынуждая его в отчаянии предпринять ответные действия, и лишь благодаря его отваге и хитрости удаётся обезвредить преступников. Критика, хотя и с оговорками, в целом позитивно восприняла фильм. В частности, Босли Краузер в «Нью-Йорк таймс» отметил, что продюсер и режиссёр Уильям Уайлер на основе пьесы Хейса поставил «искусный и блистательный экранный триллер во всех отношениях, за исключением того, чтобы сделать поведение персонажей убедительным… Преследующая и выискивающая камера Уайлера заглядывает в глаза людей и точно передаёт ту чудовищную угрозу, которая исходит от рычания бандита или внезапно вытащенного им пистолета, донося до зрителя ощущение беспомощности и обречённости, которое охватывает мирную семью», которая вдруг оказывается в плену в собственном доме… Это мелодраматический фокус-покус, временами напряжённый и захватывающий, которому однако не достаёт сострадания, и кроме того, он омрачён несколькими надуманными моментами».

### Кинокарьера в 1956—1970 годах
Завершив контракт с Paramount, Уайлер начал сотрудничество с компанией Allied Pictures, где как продюсер и режиссёр приступил к работе над фильмом «Дружеское увещевание» (1956), идею о съёмках которого вынашивал восемь лет. Основанный на одноимённом романе-бестселлере Джессамин Уэст 1945 года, фильм рассказывает о семье квакеров, идейные убеждения которых проходят суровое испытание в ходе Гражданской войны. Действие картины происходит в небольшом городке в Индиане в 1862 году. В центре внимания находится семья квакеров во главе с Джессом Бёрдвеллом (Гэри Купер), члены которой по идейным убеждениям отрицают любые формы насилия. Однако когда отряд конфедератов подходит к их городу, Джош (Энтони Перкинс), старший сын семейства, чувствуя внутреннюю необходимость дать отпор врагу, начинает сомневаться в своих религиозных убеждениях. Мать возражает против того, чтобы Джош шёл воевать, но мудрый глава семьи понимает чувства сына и позволяет ему самому принять решение. Когда Джон получает ранение в бою, отец отправляется на его спасение. То, что он видит на войне, становится испытанием для его веры и для образа жизни, которые уже никогда не будут прежними. Продолжительность фильма составила 2 часа 17 минут. Несмотря на то, что популярность квакерской тематики вызывала сомнение, фильм пользовался большим успехом у публики, принеся 8 миллионов долларов за первые четыре года проката (при этом расходы на его создание составили около трёх миллионов долларов). Критики также высоко оценили картину. Журнал Variety, в частности, написал, что, несмотря на незамысловатость истории, «она содержит почти всё, включая комедию, драму, саспенс и экшн. После нескольких тёплых симпатичных зарисовок из семейной жизни история достигает драматизма, когда подвергаются испытанию убеждения квакеров, запрещающие им применять оружие против другого человека». Как подчёркивает рецензент журнала, «роль отца семейства, человека мягкого юмора и внутренней силы, идеально подходит Гэри Куперу, и он справляется с ней с огромным успехом». Фильм был номинирован на шесть «Оскаров», включая две номинации Уайлеру — за лучший фильм и лучшему режиссёру. Кроме того, Уайлер получил за этот фильм «Золотую пальмовую ветвь» Каннского кинофестиваля (его единственная крупная международная награда), а также номинацию на премию Гильдии режиссёров Америки.
Свою следующую работу Уайлер делал уже на студии United Artists, став продюсером (совместно с Грегори Пеком) и режиссёром эпического трёхчасового вестерна «Большая страна» (1958), основанного на романе Дональда Гамильтона 1957 года. Главный герой картины, бывший морской капитан Джеймс Маккей (Грегори Пек) приезжает в городок на Западе, чтобы жениться на своей невесте Патриции Террилл (Кэрролл Бейкер), которая является дочерью влиятельного скотовладельца, майора Генри Террилла (Чарльз Бикфорд). Майор враждует с другим влиятельным скотовладельцем Руфусом Хеннесси (Бёрл Айвз) из-за прав на воду, что приводит к регулярным стычкам, однако долгое время Маккею удаётся избегать своего втягивания в конфликт. Более того, он уговаривает школьную учительницу Джули Марагон (Джин Симмонс) продать ему свои земли, которые играют играют ключевую роль в обеспечении водой скота обоих кланов. Маккей намерен предоставить доступ к воде как Терриллам, так и Хеннесси. Однако когда Джули похищают люди Хеннесси, Маккей вынужден вступить с ними в вооружённое столкновение, в ходе которого погибают главы обоих враждующих кланов. По словам Уайлера, фильм говорил «об отказе человека действовать в соответствии с принятыми стандартами поведения, тем самым развенчивая обычаи старого Запада». На съёмочной площадке из-за многочисленных пересъёмок одних и тех же сцен у многих актёров не выдерживали нервы, а Грегори Пек, который был другом Уайлера, поссорился с режиссёром по поводу одной из сцен, после чего не разговаривал с ним несколько лет. В своей рецензии журнал TV Guide назвал картину «огромным, широко раскинувшемся вестерном, в котором есть всё — великолепная операторская работа, превосходная музыка, умный сценарий и отличная актёрская игра, особенно со стороны Чарльтона Хестона, для которого эта роль стала одной из лучших в карьере. Уайлер был настолько очарован Хестоном, что взял его на главную роль в свой следующий фильм… Если вы любите вестерны, то этот вам понравится. Если не любите, то от этого вы получите удовольствие, потому что в центре истории находится столкновение сильных личностей». Несмотря на в целом положительную оценку картины критикой и зрителями, она получила лишь один «Оскар», доставшийся Милтону Бёрлу за роль второго плана. Как лучший режиссёр Уайлер получил номинации на премии БАФТА и от Гильдии режиссёров Америки.

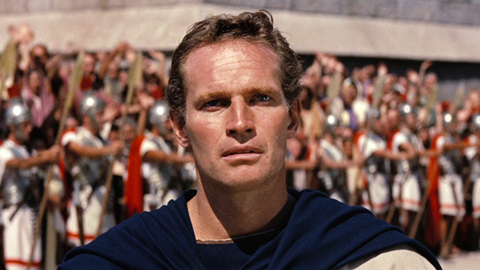
Чарльтон Хестон в трейлере фильма «Бен-Гур» (1959)

Доверив завершение съёмок своему ассистенту, Уайлер уехал в Рим, где по договору с кинокомпанией Metro-Goldwyn-Mayer приступил к работе над фильмом «Бен-Гур» (1959). В основу этой эпической исторической драмы по библейским мотивам был положен одноимённый роман американского писателя Лью Уоллеса 1880 года. Фильм, действие которого начинается в 26 году в покорённой римлянами Иудее, рассказывает о знатном иудейском гражданине Иуде Бен-Гуре (Чарльтон Хестон), который по идейным соображениям ссорится со своим другом детства Мессалой (Стивен Бойд), который стал римским трибуном. Под надуманным предлогом Мессала добивается ссылки Бен-Гура рабом на галеры, а его сестру и мать отправляет в тюрьму. Во время нападения пиратов Бен-Гур спасает римского консула, который в знак благодарности усыновляет его. Став римским гражданином, Бен-Гур возвращается в Иудею с тем, чтобы отомстить Мессале. Он решает вступить с ним в состязание в предстоящей гонке колесниц. В напряжённой гонке колесница Мессалы ломается, и он получает тяжёлые травмы. Перед смертью он сообщает Бен-Гуру, что его родные живы и находятся в долине прокажённых. Бен-Гур отказывается от римского гражданства и ведёт своих родных к Иисусу, становясь свидетелями суда над ним и распятия его на кресте. На следующее утро после ливня мать и сестра Бен-Гура излечиваются от проказы и воссоединяются с ним.
Фильм стал одним из самых масштабных и дорогостоящих в Голливуде. На весь девятимесячный съёмочный период Уайлер установил 16-часовой семинедельный график работы. На студии «Чинечитта» в Риме было построено более 300 декораций, для чего понадобилось 15 тысяч эскизов и более 340 акров площади. Для их производства было закуплено около 1100 кубических метров пиломатериалов, около 500 тонн гипса и 400 километров металлических труб. Скульпторы отлили более 200 статуй в дополнение к тысячам единиц реквизита, которые имелись на складе студии. Арену для колесниц строили более 1000 рабочих, она имела 600 метров в длину и 14 метров в ширину, и это была самая большая декорация в кино на то время. Около 40 тыс. тонн белого песка было доставлено из Мексики, чтобы покрыть поверхность арены. Одиннадцатиминутная сцена гонок на колесницах обошлась почти в 4 миллиона долларов, то есть почти в четверть всего бюджета фильма, и её съёмки заняли 10 недель. Однако вложенные в картину огромные по тем временам 15 миллионов долларов себя полностью оправдали. Студия Metro-Goldwyn-Mayer в итоге добилась грандиозного успеха как у критиков, так и в финансовом плане. Так, фильм принёс 37 миллионов долларов внутри страны и 80 миллионов по всему миру. Он побил кассовые рекорды повсюду, избавив студию от банкротства на десятилетие. Пеплум по-прежнему сохраняет титул фильма с наибольшим количеством «Оскаров», и по этому показателю с ним сравнялся только «Титаник» (1997) и «Властелин колец: Возвращение короля» (2003), которые вышли через несколько десятилетий.

Мировая премьера фильма «Бен-Гур» в нью-йоркском Loew`s State Theatre, 18 мая 1959 года. Слева направо: Стивен Бойд, Чарлтон Хестон, Хайя Харарит, Рамон Новарро, Уильям Уайлер

Критики очень высоко оценили «Бен-Гур». Босли Краузер в статье в «Нью-Йорк таймс» от 19 ноября 1959 года, в частности, написал: «Используя широкий формат так называемых грандиозных „блокбастеров“, который обычно предполагает подавление чувственной стороны ради действия и зрелищности, Metro-Goldwyn-Mayer и Уильям Уайлер смогли выстроить удивительно умную и захватывающую человеческую драму… Ни на мгновение не упуская из виду заманчивые возможности для громогласных сцен массового движения и возбуждения толпы, которые в изобилии содержатся в знаменитом романе Уоллеса, Уайлер и его продюсеры грамотно и сильно делают акцент на мощных и значимых личных конфликтах этой старой героической истории». Журнал «Тайм» в своей рецензии от 10 ноября 1959 года отметил: «Из целлулоидного моря искусный режиссёр Уильям Уайлер выудил картину-кита, самое большое и лучшее из голливудских супер-зрелищ… У фильма есть свои неудачи. Герой фильма — это в значительной степени переросший бойскаут, никогда не испытывающий моральной борьбы, которая занимает героя книги. Кроме того, история иногда развивается слишком медленно — как ни странно, не потому, что она слишком длинная, а потому, что она слишком короткая, поскольку студия удалила из сценария побочную сюжетную линию, которая придаёт средней части истории форму и напряжённость… Религиозная тема решается с редкой сдержанностью и хорошим вкусом… Сценарий хорошо выстроен, а в актёрском тексте много хороших фраз и тихой поэзии. Актёры в большинстве своём играют в величественной манере, но с контролируемой твердостью… Остроумие, интеллект и чувство формы Уайлера очевидны почти во всём, и он установил стандарт совершенства, с которым будут сверяться будущие поколения экранных зрелищ». Фильм был номинирован на 12 «Оскаров», завоевав 11, в том числе, как лучшая картина, лучшему режиссёру, лучшему актёру (Хестон) и за лучшую операторскую работу. Кроме того, фильм удостоился трёх «Золотых глобусов», в том числе как лучший фильм и лучшему режиссёру, а также международных приза БАФТА и премии «Давида Ди Донателло» лучшему иностранному продюсеру. Помимо этого, Уайлер как лучший режиссёр получил премию Гильдии режиссёров Америки.

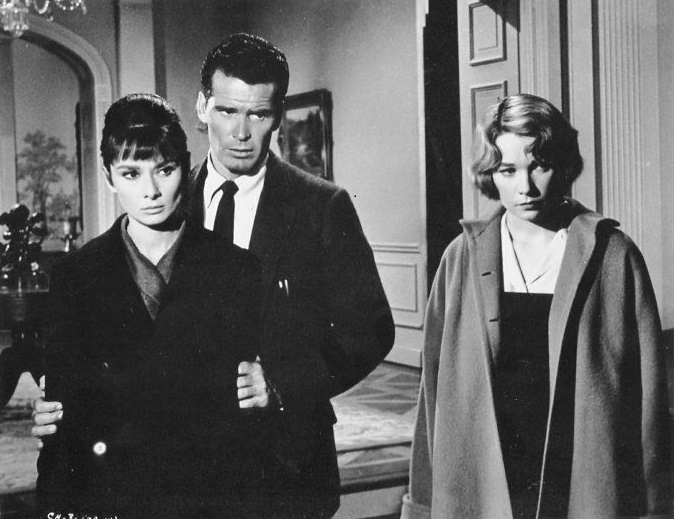
Одри Хепбёрн (слева), Джеймс Гарнер и Ширли Маклейн

В 1961 году Уайлер повторно вернулся к бродвейской пьесе Лилиан Хеллман 1934 года «Детский час», по которой в 1936 году уже поставил фильм «Эти трое». Новый фильм, где Уайлер выступил как продюсер и режиссёр, получил название «Детский час», и он был значительно ближе к первоисточнику. Он рассказывает историю двух подруг по колледжу — Марты Доби (Ширли Маклейн) и Карен Райт (Одри Хепбёрн) — которые открывают частную школу для девочек в Новой Англии. Однажды одна из учениц школы Мэри Тилфорд (Карен Балкин), озлобившись на Карен, которая уличила её во лжи и наказала, заявляет своей богатой и влиятельной бабушке, Амелии Тилфорд (Фэй Бейнтер), что Марта и Карен состоят в любовной связи. После этого миссис Тилфорд забирает внучку из школы, а под её влиянием своих детей забирают из школы и другие родители. Марта и Карен пытаются объясниться с миссис Тилфорд, однако безуспешно, и в итоге они подают в суд на миссис Тилфорд, обвиняя её клевете, однако проигрывают дело. В этот момент Марта признаётся Карен, что только теперь осознала, что действительно любит её, после чего начинает винить себя в том, что разрушила жизнь любимой подруги. Когда правда выясняется, миссис Тилфорд просит у подруг прощения, обещая отменить приговор суда и восстановить их доброе имя, однако они ощущают, что их жизни уже безнадёжно сломаны. В финале картины Карен кончает жизнь самоубийством, повесившись в своей комнате.
В фильме 1936 года Уайлер был вынужден принять условия Администрации производственного кодекса и заменить лесбийскую тему в фильме на любовный треугольник с участием возлюбленного одной из учительниц. Четверть века спустя цензурные требования в Голливуде стали более либеральными, и Уайлер смог экранизировать пьесу в её изначальном варианте, сохранив намёки на лесбийские отношения, хотя и в 1962 году эта тема в кино всё ещё была крайне редкой. Однако просмотрев черновой вариант фильма, он побоялся цензурных ограничений и вырезал несколько наиболее смелых сцен. Как отмечал киновед Брендон Хенли, режиссёр «и две его главные актрисы, Ширли Маклейн и Одри Хепбёрн, проделали замечательную работу, оставшись верными материалу и сохранив всю силу его воздействия». Классик французского кино Жан-Пьер Мельвиль охарактеризовал эту работу как «шедевр без единого изъяна». Он объяснял повторное обращение американского коллеги к пьесе Хеллман тем, что его первая экранизация не удалась. Он также отмечал «роскошную» версию 1961 года за точное изображение буржуазных кругов Новой Англии. Фильм получил пять номинаций на «Оскар» во второстепенных категориях, а Уайлер удостоился номинаций как лучший режиссёр на «Золотой глобус» и премию Гильдии режиссёров Америки.
Когда Уайлер уже начал подготовку к постановке фильма «Звуки музыки» (1965), продюсеры Columbia Pictures обратились к нему с предложением адаптировать роман английского писателя Джона Фаулза «Коллекционер» (1963). Уайлера настолько захватил роман, что он принял решение немедленно взяться за фильм, отказавшись от работы над более престижной картиной «Звуки музыки». Как и роман, фильм «Коллекционер» (1965) рассказывал историю непримечательного банковского клерка Фредди Клегга (Теренс Стэмп), увлекающегося коллекционированием бабочек. Фредди тайно влюблён в студентку Миранду Грей (Саманта Эггар), которую похищает и запирает в специально подготовленном бункере, где ухаживает за ней в надежде, что со временем она тоже его полюбит. Фильм вызвал неоднозначные отзывы критики. В то время журнал Variety назвал его «крепкой и захватывающей экранизацией бестселлера Фаулза», которую Уайлер выполнил «со вкусом и воображением». Кинокритик «Нью-Йорк таймс» Босли Краузер написал, что «Уайлер снял завлекательный, часто пугающий и завораживающий фильм, но ему не удалось сделать из него больше, чем скромную страшилку, которая тает в обычной луже тёплой крови к концу». Фильм получил три номинации на «Оскар», среди них Уайлеру как лучшему режиссёру. Он также был номинирован как лучший режиссёр на «Золотой глобус» и «Золотую пальмовую ветвь» Каннского кинофестиваля. Работа исполнителей главных ролей также была отмечена несколькими наградами. В частности, и Стамп, и Эггар получили премии Каннского фестиваля, кроме того, Эггар также завоевала «Золотой глобус» и удостоилась номинации на «Оскар».

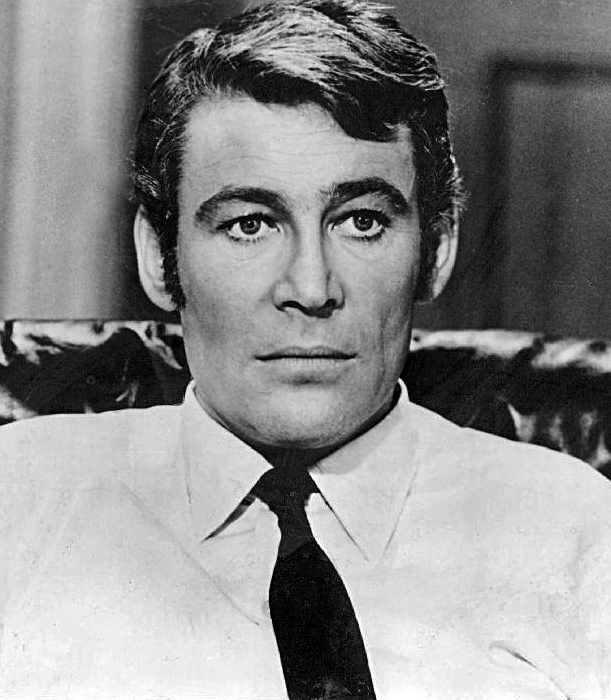
Питер О’Тул в 1968 году

На следующий год Уайлер взялся за постановку на студии 20th Century Fox эксцентрической комедии «Как украсть миллион» (1966). Действие фильма происходит в Париже, где художник и мастер высококлассных подделок мировых шедевров искусства Шарль Бонне (Хью Гриффин) передаёт на экспозицию в музей свою статуэтку «Венера», выдавая её за работу Бенвенуто Челлини. Тем временем его дочь Николь (Одри Хепбёрн) ловит в доме симпатичного вора Саймона Дермотта (Питер О’Тул), который на самом деле является детективом, направленным для проверки подлинности работ в коллекции её отца. Когда музей объявляет о планах провести экспертизу «Венеры» перед тем, как её застраховать, Николь, понимая, что отец может попасть в тюрьму как мошенник, уговаривает Саймона выкрасть статуэтку из музея. Следует серия невероятных приключений, в ходе которых Николь и Саймон влюбляются друг в друга и уезжают в путешествие, а статуэтку удаётся продать американскому коллекционеру. Как отметила историк кино Кимберли Линдбергс, сюжет «настолько неправдоподобен, что режиссёр Уильям Уайлер понимал, что ему надо чем-то поразить аудиторию, чтобы завладеть её вниманием. Он пригласил одного из лучших операторов Чарльза Лэнга, а также поручил изготовить роскошные декорации для оформления парижской студии, где снимались многие интерьерные сцены картины. Помещения были оформлены копиями картин известных мастеров в дорогих рамах (картины специально для фильма были заказаны парижским художникам). Был также приглашён дизайнер моды Юбер де Живанши, который разработал уникальный гардероб Хепбёрн, а лучшие визажисты разработали для неё новую причёску и макияж. Как пишет Линдбергс, «хотя, возможно, это не тот фильм Уайлера, который более всего восхитил критиков, зато он вдохновил бесчисленных модниц и дизайнеров, которые высоко оценили визуальный ряд этой стильной постановки». Уайлер и О’Тул много изобретательно импровизировали, чем веселили членов съёмочной группы. Комедия показала себя достаточно хорошо в прокате, однако от критиков получила смешанные отзывы. Так, кинокритик «Нью-Йорк таймс» Босли Краузер написал, что всё, что происходит в фильме — «нелепо и невероятно», при этом добавив, что в нём «восхищает всё вокруг — мисс Хепбёрн, мистер О’Тул, мистер Гриффин, Эли Уоллах в роли богатого американского коллекционера и сценарист Гарри Кернитц, и, особенно, Уильям Уайлер, который всё это поставил с юмором и стилем». Журнал Variety в свою очередь обратил внимание на «использование с большой выгодой реальной натуры, что придало истории необычный визуальный интерес». С другой стороны, Ричард Шикел в журнале «Лайф» раскритиковал фильм за то, что это «всего лишь ещё одна удручающе типичная „большая“ комедия наших дней, в которой слишком много костюмов, но мало смеха», а Полин Кейл в The New Yorker отметила «дорогой актёрский состав этого анемичного комедийно-романтического саспенса», резюмировав, что «картина не противная, и достаточно красивая, но скучная и пустая». Как пишет Линбергс, «сегодняшние зрители, вероятно, с удовольствием смотрят эту лёгкую картину с обманами и подменой личностей в сверкающем художественном мире Парижа».

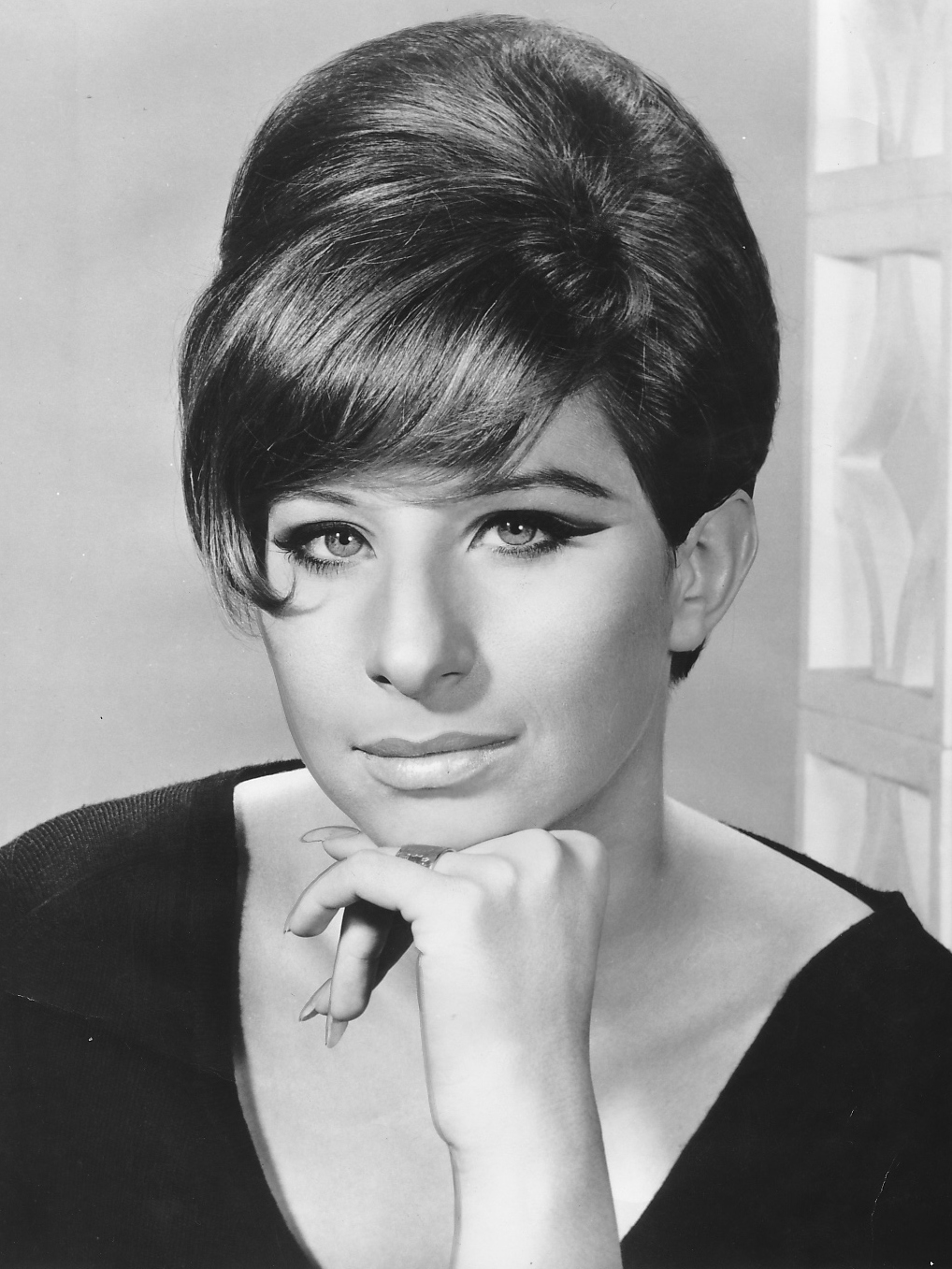
Барбра Стрейзанд в 1965 году

Идея сделать биографический фильм «Смешная девчонка» (1968) о популярной бродвейской актрисе Фанни Брайс принадлежит продюсеру Рэю Старку. Решив до выхода фильма сделать бродвейский спектакль, он лично курировал работу над драматургией и музыкой, а также нашёл на главную роль малоизвестную на тот момент 22-летнюю актрису Барбру Стрейзанд. Спектакль, который вышел в марте 1964 года, имел огромный успех как на Бродвее, так и в лондонском Вест-Энде, а Стрейзанд мгновенно стала звездой. Когда Старк пришёл к выводу, что настало время сделать фильм, он перебрал несколько кандидатур на должность режиссёра. В итоге он остановил свой выбор на Уайлере, который был известен не только своими наградами, но и способностью добиваться выдающейся игры от актрис, четверо из которых получали «Оскары» за главные роли в его фильмах. Заключив режиссёрский контракт с компанией Columbia Pictures, взявшейся за производство фильма, Уайлер заявил: «Когда я сделаю этот фильм, я буду человеком, который сделал все типы фильмов в кинематографе». Стрейзанд хотелось, чтобы комедию снял более молодой режиссёр, но, увидев «Грозовой перевал», с радостью согласилась работать с Уайлером.
Фильм рассказывает о жизни и карьере Фанни Брайс, которая прошла путь от увлечённой сценой простой девчонки из пригорода до бродвейской звезды, а также о её отношениях с привлекательным авантюристом, которого сыграл Омар Шариф. Пресса высоко оценила фильм, особенно отметив игру Стрейзанд. Журнал Variety, в частности, написал: «Не удивительно, что Барбра Стрейзанд после почти двух сезонов на Бродвее и крепкого проката в лондонском Вест-Энде в своём голливудском дебюте производит такое сильное впечатление в роли Фанни Брайс. Харизматические составляющие хитового мюзикла, вдохновляющая песенная стилистика звезды и сознательно неординарный выбор Омара Шарифа на роль Ника Арнстейна сложились в один из самых значимых киномюзиклов». Известный кинокритик Роджер Эберт написал, что у фильма имеются проблемы со всем, кроме «великолепной» Стрейзанд, которой невозможно дать оценку, ставшей бы слишком высокой: «Она оказывается, довольно неожиданно, прирождённой кинозвездой. Её сделал знаменитой её голос, и это справедливо. Но кроме того, её лицо и по-настоящему великолепные актёрские способности делают её звездой… Она не просто поёт песни, она создаёт из них спектакль. Она делает совершенно неповторимые вещи со своими руками и лицом. Такого не делали ранее. Когда она поёт, вы по-настоящему счастливы». Журнал TV Guide написал: «Дебют Уайлера в жанре мюзикл не столь уверенный, как хотелось бы, но это не важно… Странно выбранный на роль Шариф играет лучше, чем обычно, но, конечно, всё шоу делает Барбра Стрейзанд, распевая песни, дёргая за сердечные струны, чередуя бурный фарс и драматическую мощь, и в целом демонстрируя, что она достигла большого успеха». Стрейзанд завоевала «Оскар» и «Золотой глобус» как лучшая актриса. Фильм был удостоен номинаций на ещё семь «Оскаров», в том числе в категориях лучшая картина, лучшая операторская работа и лучшая музыка, а ещё на три «Золотых глобуса», в том числе в категориях «Лучший фильм» и «Лучший режиссёр». Уайлер также получил номинацию как лучший режиссёр от Гильдии режиссёров Америки.
Последним фильмом Уайлера стала драма «Освобождение Л. Б. Джонса» (1970), вновь поставленная на Columbia Pictures, в основу которой был положен роман Джесси Хилла Форда, изданный в 1965 году. Действие картины происходит в небольшом городке в штате Теннесси. Чернокожий преуспевающий владелец похоронного бюро Л. Б. Джонс (Роско Ли Браун), заподозрив, что его жена Эмма (Лола Фалана) изменяет ему с белым офицером полиции Уилли Джо Вортом (Энтони Зербе), подаёт на развод, однако Эмма, не желая терять своё материальное благополучие, отказывается. Узнав об этом, Ворт вместе с напарником под надуманным предлогом задерживает Джонса, а когда тот оказывает сопротивление и пытается бежать, непреднамеренно убивает его. Делом занимается местный белый адвокат Оман Ходжпат (Ли Джей Кобб), который, несмотря на признание Ворта, по согласованию с мэром, отказывается выдвигать обвинения против полицейских в убийстве. В итоге одного из копов убивает другой негр из мести за прежние преступления, а молодой юрист из фирмы Ходжпата, видя, как попирается правосудие, увольняется и уезжает в другой город. Как позднее отметил историк кино Крейг Батлер, несмотря на то, что «тема расовых конфликтов всё ещё сохраняла свою остроту в 1970 году, она не получила адекватного раскрытия в этом фильме». Хотя его создатели и стоят на стороне жертв расовой нетерпимости, однако «сценарий поразительно клиширован и неубедителен, в персонажах и сюжете почти нет оттенков, а драматическая составляющая становится немного утомительной, даже несмотря на ту напряжённость, с которой подан материал… Хотя по степени искренности такой фильм не мог быть сделан в 1950-е годы, тем не менее он оставляет впечатление устаревшего фильма, который делался с добрыми намерениями, но неуклюже и тяжеловесно. Режиссёр Уильям Уайлер недостаточно хорош, чтобы справиться со сценарными проблемами; его работа выглядит немного усталой, и кроме того, ему не достаёт визуальной выразительности, чтобы отвлечь зрителя от недостатков фильма». Фильм разочаровал как критиков, так и зрителей, и вскоре после этого Уайлер завершил карьеру.

### Семейная жизнь

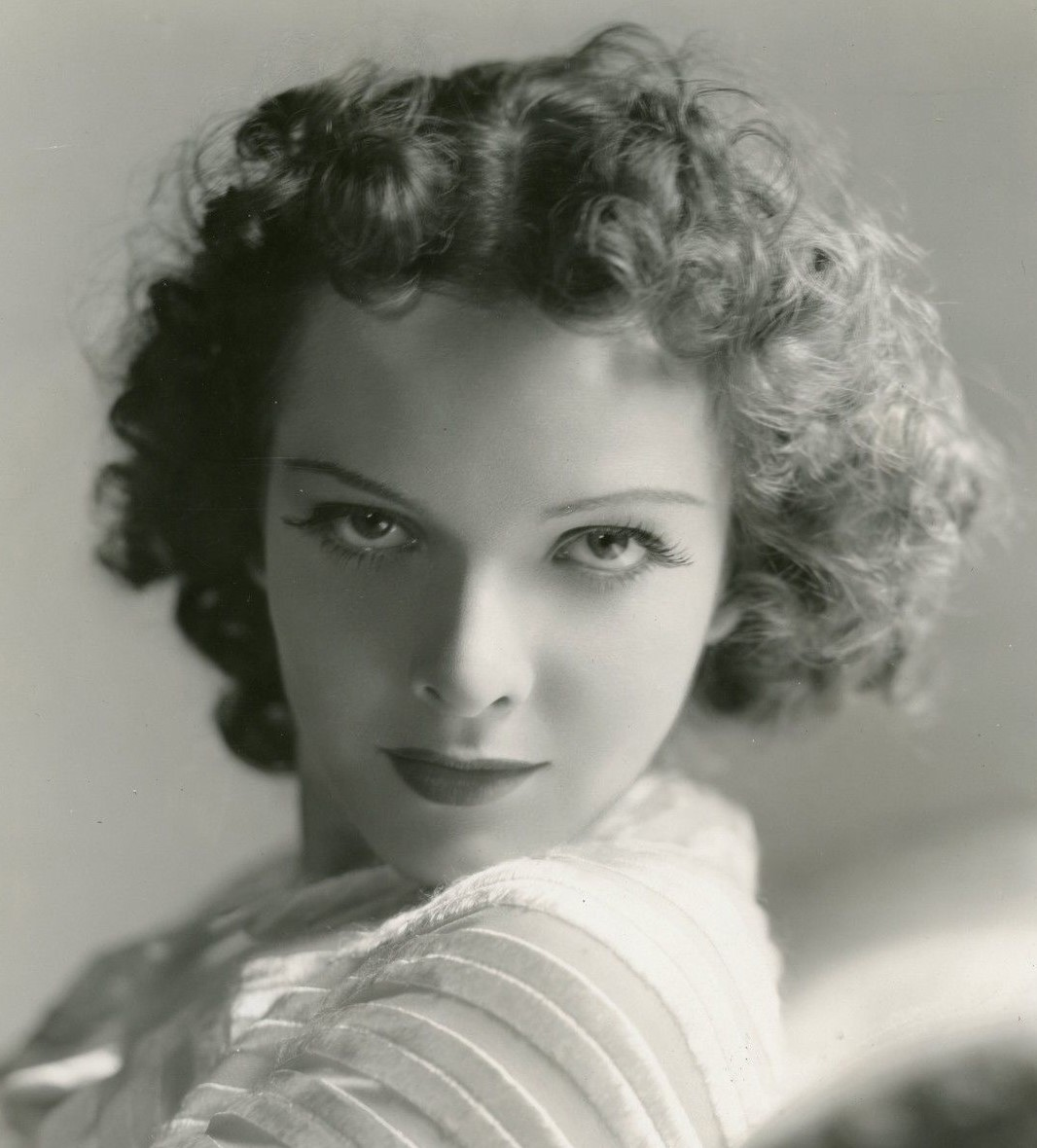
Маргарет Толличет, 1937

В 1934 году Уайлер женился на актрисе Маргарет Саллаван, которая снималась у него в главной роли в фильме «Добрая фея». На съёмочной площадке они постоянно конфликтовали, но к удивлению окружающих неожиданно поженились. Однако брак оказался неудачным и в 1936 году они развелись. В 1938 году Уайлер женился на молодой актрисе и начинающей журналистке Маргарет Толличет, с которой прожил до своей смерти. У них было пятеро детей — Кэтрин (1939), Джудит (1942), Мелани Энн (1950), Дэвид и Уильям-младший, который умер в младенчестве, а также трое внуков. Вдова режиссёра умерла 3 мая 1991 года в возрасте 77 лет от рака.

### Смерть
Уильям Уайлер умер 27 июля 1981 года в возрасте 79 лет от обширного инфаркта в своём доме в Беверли-Хиллс, Калифорния. Днём ранее он вернулся из Великобритании, где Британский киноинститут организовал двухмесячный ретроспективный показ всех его фильмов, начиная с немых фильмов 1920-х годов. По завершении мероприятия Уайлер выступил перед зрителями, и это выступление оказалось для него последним.

## Режиссёрский стиль. Оценка творчества
Режиссёрская карьера Уайлера охватила 45 лет, начавшись с серии короткометражных вестернов в 1920-е годы. После этого он делал успешные фильмы в различных жанрах, включая социальную драму, мелодраму, комедию, документалистику, эпический фильм, и, в конце карьеры, мюзикл. Творческие принципы кинематографа Уайлера формировались до середины 1930-х годов, окончательно сложившись с началом сотрудничества режиссёра с продюсером Сэмюэлом Голдвином. Как написала в «Нью-Йорк таймс» кинообозреватель Джанет Маслин, с «середины 1930-х годов Уайлера всё больше стали связывать с тем, что французские критики позднее назвали „качественное кино“». Это были постановки, основанные на классических романах или бестселлерах. Хотя рецензенты того времени одобрительно воспринимали эти работы и большинству таких фильмов сопутствовал коммерческий успех, позже киноведы стали воспринимать их более критично, считать неглубокими, а самого Уайлера оценивать скорее как «сильного ремесленника», чем как новатора. Сам Уайлер в 1964 году изложил свою позицию следующим образом: «Всё, что должен делать режиссёр, — это помогать истории и актёрской игре… В ином случае его работа будет бесцельна». По отношению к претензиям в отсутствии у него оригинального режиссёрского почерка и стиля, в свою защиту он говорил, что подход к каждому фильму у него индивидуален и определяется сюжетом, характером материала, но в любом случае он не смог бы остановить свой выбор на истории, чуждой ему по духу. Своё кредо он выразил следующими словами: «Я думаю, что скорее сюжет определяет стиль фильма, нежели режиссёрский стиль определяет сюжет».
Как указывает газета The Guardian, «хотя у Уайлера и не было чёткой тематической или стилистической целостности в творчестве, но абсолютный профессионализм его лучших работ гарантировал ему прочное место в зале славы Американского кино». По наблюдению Жоржа Садуля, Уайлер, родившийся в Европе, а именно во Франции, в отличие от «немцев по духу и культуре» Эриха фон Штрогейма и Джозефа фон Штернберга, стал в Голливуде таким же «типичным американцем», как «ирландец» Джон Форд и «сицилиец» Фрэнк Капра. Долгое время Уайлер находился в тени других режиссёров, так как ему были чужды формальные поиски, например, в отличие от Джона Форда: «поэтому его долгое время считали довольно бесцветным режиссёром, хотя и добросовестным и не лишённым способностей и убеждений». Садуль также отмечал, что творчество постановщика довольно неровно, в нём наряду с удачными фильмами имеют место и неудачные:
Вероятно, потому, что в отличие от Джона Форда Уайлер придавал большее значение теме, нежели форме, в которую данная тема облекалась, творчество Уайлера лишь случайно скатилось к посредственности: честность, и искренность сами со себе ещё не являются гениальностью. Талант Уайлера могуч, но не отличается особой оригинальностью. Его произведениям недостаёт глубоких обобщений, лейтмотива, умения дать широкую картину общества. В них нет единого почерка, который позволил бы установить принадлежность «Тупика» и «Гремучего перевала» одному и тому же автору.
Творческое наследие режиссёра продолжительное время, особенно в период наибольшего признания, часто характеризовали как не имеющее в своём составе «посредственных» фильмов. Однако после выхода «Сестры Керри» критика отнесла к этой категории его экранизацию первого романа Драйзера. Соглашался с такой точкой зрения и сам режиссёр, по ряду причин называя эту работу единственной, о которой сожалеет. В 1948 году известный французский кинокритик Андре Базен указывал на реализм как основу творчества Уайлера, а Маслин отмечала «стремление Уайлера к простоте и ясности». В том же году критик Роджер Линхардт опубликовал статью, в которой отмечал, что с 1940 года Уайлер возвестил о появлении новой традиции в кино, при которой по сравнению с классическим стилем Джона Форда, приоритет отдавался «сцене над образом, оформлению кадра над монтажом, истории над драмой, сбалансированности над темпом, характеру над символом, модуляции над эффектом». Другая отличительная особенность Уайлера заключалась в том, что он, по словам историка кино Габриэла Миллера, «никогда не следовал набору неизменных тем, к которым он бы впоследствии возвращался или которые развивал, что шло вразрез со взглядами ортодоксальных сторонников авторского кино».
Уайлер заслуженно считался мастером киноадаптаций, сумевшим перенести на экран множество романов и пьес. Как отмечала киновед Елена Карцева, в каждой из этих работ он демонстрировал «удивительное владение языком кино». Как заметила Маслин, Уайлер «любил экранизировать литературные произведения». Обозреватель Билл Биллитер в «Лос-Анджелес таймс» написал: «Уайлер с удовольствием брал работы крупных драматургов и романистов, которые переносил на экран. Он делал фильмы по пьесам и романам Лилиан Хеллман, Сомерсета Моэма, Джессамин Уэст, Маккинли Кантора, Эмили Бронте, Генри Джеймса и Теодора Драйзера». В 1947 году в одном из интервью Уайлер сказал: «История всегда является главной в каждом фильме, который я поставил». Однако в другом интервью он заметил, что только истории не достаточно для того, чтобы получился хороший фильм: «У вас должна быть страсть, чтобы рассказать историю, и вы должны знать, как рассказать её стильно». Миллер также отмечал, что Уайлер предпочитал «сценарии по произведениям, которые уже добились успеха», а также «любил большой объём мелодрамы, чтобы история трогала и увлекала зрителя».
Базен обратил внимание на использование Уайлером «операторской работы с глубоким фокусом, что позволяет показать в одном кадре все планы — передний, задний и средний — благодаря чему режиссёр получает возможность дать всю сцену одним сплошным дублем, не прибегая к монтажу». Таким образом, по словам Базена, Уайлер привносит в фильм «обширный поток информации, что позволяет зрителям сформулировать собственное понимание того, что они видят». Уайлер строит визуальный ряд фильма «без искусственного затемнения или приукрашивания, с тем, чтобы зритель получал максимально объективную и полную информационную картину происходящего». Однако, как описывала Миллер, в действительности «глубокий фокус не демократизирует кадр, расширяя наше понимание и наслаждение миром не более, чем другие кинематографические приёмы. Он лишь по-своему манипулирует зрителем, хотя и более тонко, чем монтаж». Что же касается мизансцены, то она «у Уайлера не нейтральна», как полагал Базен. Уайлер, по словам Миллера, «не просто представляет материал зрителю для размышления, усвоения и последующих умозаключений. Организация картины у него достаточно сложная, но цели режиссёра всегда очевидны, а его глубокие композиции ясно передают его чувства и идеи». Сергей Эйзенштейн, лично знакомый с Уайлером, также писал о его мастерском владении построением кадров, совмещающих передний план и фон, что придаёт глубину изображению. Этот приём позволяет драматизировать сцены, придать им динамику, что является одним из наиболее известных элементов стилистики и великого советского режиссёра. Эйзенштейн предполагал, что могло быть некоторое влияние с его стороны на творчество Уайлера. Тот очень органично использовал подобное композиционное построение, которым он владеет с «большим совершенством». Он не превращает его в самоцель, в трюк, как, например это имеет место в «Гражданине Кейне» Уэллса. По наблюдению Эйзенштейна, у американского режиссёра подобный «композиционный приём обычно мало связан с вопросом тематической выразительности и даже довольно редко служит целям сугубо заострённого сюжетного раскрытия».
Миллер также заметил, что Уайлер любил снимать в «просторных старых домах, где в кадре можно использовать линейные эффекты лестниц, колонн, арок и дверных проёмов… Дома с визуальным простором, но тематически зажатым интерьером, были идеальной сценой для Уайлера, чтобы показать человеческие конфликты». По словам Миллера, Уайлер был «предан реализму не только в своём предпочтении съёмок глубоким фокусом, но также в оформлении сцены и в актёрской игре». Он был очень требователен к подбору костюмов, реквизита и декораций, добиваясь максимальной натуральности в каждой детали. Также, по наблюдению критика, у Уайлера «одержимость деталями — идеальным жестом, тонким обменом взглядами — делала ещё более глубокими, тонкими и сложными его и без того наполненные смыслами и эмоциями композиции». Уайлер говорил, что в его фильмах «самым важным в работе режиссёра является сосредоточенность на игре актёров», считая «идеальный кадр вторичным по отношению к передаче наилучшей игры». Как писал Маслин, Уайлер обладал «репутацией сурового босса, который при этом умеет подавать своих звёзд самым лучшим образом».
Как отмечал Биллитер, у Уайлера была репутация режиссёра-перфекциониста, который иногда «требовал снимать одну и ту же сцену 20 или более раз, пока она его не удовлетворяла. В одном из интервью он сказал: „Очень давно я решил, что какие бы дополнительные трудности не было необходимо преодолеть, чтобы сделать сцену правильно или лучше, это стоит того“». Уайлер часто раздражал актёров своими постоянными требованиями пересъёмок, из-за чего он заслужил прозвище «Уайлер 90 дублей», «Уилли-99 дублей», «человек-динамо», «эльзасский упрямец». Редактор отдела искусства «Лос-Анджелес таймс» Чарльз Чемплин отмечал, что Уайлер «был кропотливым перфекционистом, который иногда вызывал раздражение у актёров и съёмочной группы, но который делал столько дублей, сколько ему необходимо, чтобы получить именно те — свет, тень, движение, композицию и голос — которые он хотел». Как далее отмечал Биллитер, в итоге «такие фильмы, как „Наследница“ и „Лисички“, стали наивысшей формой художественного выражения в Голливуде на его пике. А фильм „Лучшие годы нашей жизни“, его самый тёплый и почти наверняка самый глубоко прочувствованный фильм, стоит на одном уровне с „Гражданином Кейном“ и, наверное, двумя или тремя другими лучшими американскими фильмами всех времён». Американский режиссёр Билли Уайлдер также отмечал перфекционизм коллеги и друга, добивавшегося высоких результатов «методом проб и ошибок». Именно этим Уайлдер объяснял большое количество дублей. Такой метод работы вносил напряжение в отношения с актёрами, но он себя оправдывал, так как актёры знали, что это Уайлер, что он «очень странный и что когда он берётся за картину, у него выходит великолепно. У него не было оригинальных идей, но те, что были, он воплощал идеально».

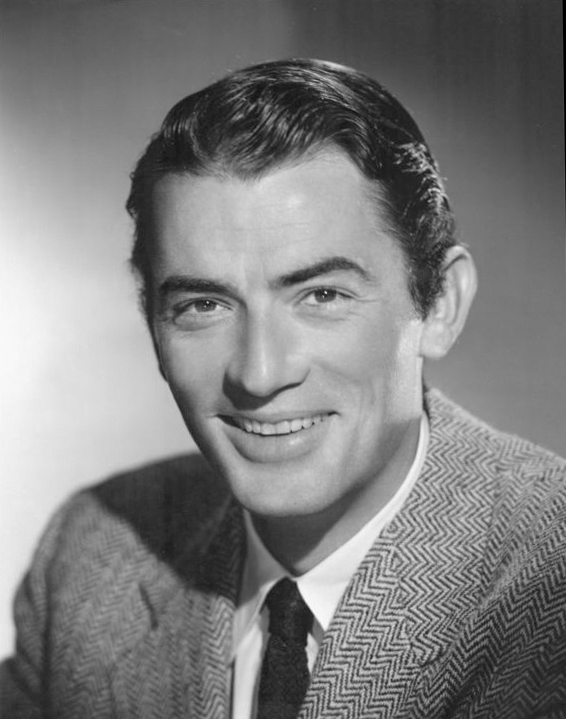
Грегори Пек назвал Уайлера «самым совершенным» режиссёром американского кино

Несомненным положительным качеством и весомым вкладом в кино признаётся его работа с актёрами, умение распознать и развить их природные дарования, что позволило «открыть» многих ставших впоследствии известными исполнителей. Несмотря на то, что некоторые актёры, столкнувшись с режиссёрским стилем Уайлера, покидали проект раздражёнными и не хотели с ним работать в дальнейшем, другие звёзды сохранили самые лучшие впечатления от работы с ним. Так, Грегори Пек назвал Уайлера «лучшим из многих прекрасных режиссёров, с которыми я когда-либо работал», а Бетт Дейвис после смерти Уайлера сказала: «Киноиндустрия только что потеряла незаменимого режиссёра и незаменимого человека. Я буду скорбеть о нём всю мою жизнь». Однажды она назвала Уайлера «самым совершенным кинорежиссёром» в американском кино. В свою очередь, Лоренс Оливье говорил, что Уайлер практически «убивал меня жестокостью своей критики. Но он выбил из меня весь мой снобизм по отношению к кино… Уайлер научил меня многому в кино». Другие авторы также подчёркивали, что режиссёр оказал благотворное влияние на формирование Оливье как киноактёра, который до «Грозового перевала» относился к кинематографу настороженно и «предвзято», так как не считал его полноценным искусством. В 1969 году, вспоминая работу с Уайлером, великий английский актёр и режиссёр выразил свою творческую эволюцию следующим образом: «Я понял, что экран может поставить себе на службу всё самое передовое. Это было для меня новое средство сообщения, новый язык. Именно от Уайлера я воспринял простую мысль: если делать правильно, можно сделать всё, что угодно. Если бы не эта его позиция, вряд ли я снял бы „Генриха V“ пять лет спустя». Валентина Колодяжная отмечала, что на съёмках «Грозового перевала» режиссёр помог формированию Оливье как актёра, для которого «были подвластны романтическая страстность и философская мысль». По её мнению, Хитклиф «явился подступом к созданным Лоренсом Оливье в дальнейшем кинообразам Генриха V, Гамлета и Ричарда III». С глубокой благодарностью вспоминала Хепбёрн вклад режиссёра в её актёрской карьере. «Мне очень повезло, что на меня обратил внимание Уильям Уайлер — после работы с ним я снималась в прекрасных фильмах, которые выбирала по собственному желанию. Я была бы сумасшедшей, если бы не сделала этого».
Орсон Уэллс назвал коллегу «хорошим режиссёром» и «выдающимся продюсером» — последнюю должность он охарактеризовал как «руководителя режиссёра». Именно в этом качестве, по мысли Уэллса, Уайлер так силён, что вызвано особенностями поведения на съёмочной площадке, где он проводит много времени у камеры, при этом снимая множество дублей и не давая никаких указаний актёрам. «Он ждёт, как продюсер ждёт у себя в кабинете. Просматривает двадцать безупречных кадров, выискивая тот, где что-то произошло и обычно умеет выбрать лучший». По словам Лилиан Хеллман, Уайлер был «замечателен как своим упрямством на съёмочной площадке, так и своей необыкновенной заботой и щедростью» по отношению к близким ему людям. Наконец, как сказал многолетний партнёр Уайлера продюсер Сэмюэл Голдвин, смерть Уайлера стала «огромной утратой для всех нас, кто знал и любил его. К счастью, непреходящее качество его работ сохранится для многих поколений, которые смогут оценить его подлинное понимание человеческого сердца».
Современная критика оценивает его творчество довольно сурово, отмечая отсутствие у него индивидуального киноязыка, что в первую очередь касается операторских и монтажных решений. Филип Кемп в своём справочнике «501 кинорежиссёр» писал, что прежде Уайлера «называли одним из лучших режиссёров, его почитали за использование глубокого фокуса и длинных, непрерывных дублей. Сегодня его репутация упала, он — кинематографист, низложенный нынешними вкусами критиков, осуждённый за те самые качества, за которые когда-то был восхваляем. Его сдержанность стала рассматриваться как обезличенность, хороший вкус — как самодовольство, серьёзность — как напыщенность, техническое мастерство и чёткость — как пресность… Независимо от жанра и масштаба, во всех своих фильмах Уайлер выступал безупречным ремесленником».

## Номинации и награды

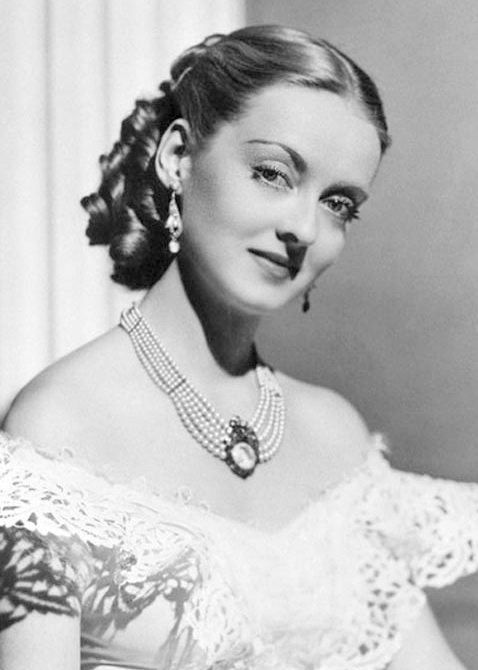
Бетт Дейвис в фильме «Иезавель» (1938)

Уайлер удостоен рекордных двенадцати номинаций на премию «Оскар» как лучший режиссёр. В этом качестве он получил «Оскар» трижды — за фильмы «Миссис Минивер» (1942), «Лучшие годы нашей жизни» (1946) и «Бен-Гур» (1959). Также три «Оскара» в данной категории получил Фрэнк Капра, и лишь у Джона Форда их четыре.
Уайлер является единственным режиссёром в истории Академии кинематографических искусств и наук, который поставил три фильма, победивших в категории «Лучший фильм». В общей сложности он создал тринадцать картин, номинированных на «Оскар» в этой категории, — больше, чем какой-либо другой режиссёр. За игру в фильмах Уайлера больше всего актёров было удостоено номинаций на «Оскар» — тридцать пять. Среди этих номинантов тринадцать актёров (Уолтер Бреннан дважды) получили «Оскар» — это также рекорд. За главные роли в фильмах Уайлера «Оскары» получили актёры Бетт Дейвис, Грир Гарсон, Фредрик Марч, Оливия де Хэвилленд, Одри Хэпберн, Чарльтон Хестон и Барбра Стрейзанд, а за роли второго плана «Оскары» получили Уолтер Бреннан (дважды), Фэй Бейнтер, Тереза Райт, Гарольд Расселл, Берл Айвз и Хью Гриффит. Как отмечал Маслин, Бетт Дейвис сыграла свои лучшие роли в трёх его фильмах «Иезавель», «Письмо» и «Лисички», получив за это «Оскар» и ещё две номинации на него. В общей сложности фильмы Уайлера удостоились 127 номинаций на «Оскар» в различных категориях, получив 38 наград.

## Список важнейших премий и номинаций
| Кинопремия «Оскар»                |                         |                             |                                        |           |
| 1936                              | Додсворт                | Dodsworth                   | Лучший режиссёр                        | Номинация |
| 1939                              | Грозовой перевал        | Wuthering Heights           | Лучший режиссёр                        | Номинация |
| 1940                              | Письмо                  | The Letter                  | Лучший режиссёр                        | Номинация |
| 1941                              | Лисички                 | The Little Foxes            | Лучший режиссёр                        | Номинация |
| 1943                              | Миссис Минивер          | Mrs. Miniver                | Лучший режиссёр                        | Победа    |
| 1946                              | Лучшие годы нашей жизни | The Best Years of Our Lives | Лучший режиссёр                        | Победа    |
| 1949                              | Наследница              | The Heiress                 | Лучший фильм                           | Номинация |
| 1949                              | Наследница              | The Heiress                 | Лучший режиссёр                        | Номинация |
| 1952                              | Детективная история     | Detective Story             | Лучший режиссёр                        | Номинация |
| 1953                              | Римские каникулы        | Roman Holiday               | Лучший фильм                           | Номинация |
| 1953                              | Римские каникулы        | Roman Holiday               | Лучший режиссёр                        | Номинация |
| 1956                              | Дружеское увещевание    | Friendly Persuasion         | Лучший фильм                           | Номинация |
| 1956                              | Дружеское увещевание    | Friendly Persuasion         | Лучший режиссёр                        | Номинация |
| 1959                              | Бен-Гур                 | Ben-Hur                     | Лучший режиссёр                        | Победа    |
| 1965                              | Коллекционер            | The Collector               | Лучший режиссёр                        | Номинация |
| 1965                              |                         |                             | Награда имени Ирвинга Тальберга        | Победа    |
| Премия «Золотой глобус»           |                         |                             |                                        |           |
| 1950                              | Наследница              | The Heiress                 | Лучший режиссёр                        | Номинация |
| 1960                              | Бен-Гур                 | Ben-Hur                     | Лучший режиссёр                        | Победа    |
| 1962                              | Детский час             | The Children’s Hour         | Лучший режиссёр                        | Номинация |
| 1966                              | Коллекционер            | The Collector               | Лучший режиссёр                        | Номинация |
| 1969                              | Смешная девчонка        | Funny Girl                  | Лучший режиссёр                        | Номинация |
| Премия Гильдии режиссёров Америки |                         |                             |                                        |           |
| 1952                              | Детективная история     | Detective Story             | Лучший режиссёр                        | Номинация |
| 1954                              | Римские каникулы        | Roman Holiday               | Лучший режиссёр                        | Номинация |
| 1957                              | Дружеское увещевание    | Friendly Persuasion         | Лучший режиссёр                        | Номинация |
| 1959                              | Большая страна          | The Big Country             | Лучший режиссёр                        | Номинация |
| 1960                              | Бен-Гур                 | Ben-Hur                     | Лучший режиссёр                        | Победа    |
| 1962                              | Детский час             | The Children’s Hour         | Лучший режиссёр                        | Номинация |
| 1966                              |                         |                             | Премия за достижения в течение карьеры | Победа    |
| 1969                              | Смешная девчонка        | Funny Girl                  | Лучший режиссёр                        | Номинация |

За свой вклад в развитие киноиндустрии 8 февраля 1960 года Уайлер был удостоен Звезды на Голливудской «Аллее славы».

## Фильмография
| Немые фильмы | Немые фильмы                  | Немые фильмы             | Немые фильмы | Немые фильмы | Немые фильмы                | Немые фильмы            |
| Год          | Название                      | Оригинальное название    | Студия       | Жанры        | Актёры                      | Примечания              |
| ------------ | ----------------------------- | ------------------------ | ------------ | ------------ | --------------------------- | ----------------------- |
| 1925         | Борец с мошенниками           | The Crook Buster         | Universal    | Вестерн      |                             | UMS                     |
| 1926         | Безоружный злодей             | The Gunless Bad Man      | Universal    | Вестерн      |                             | UMS                     |
| 1926         | В седле за любовью            | Ridin' for Love          | Universal    | Вестерн      |                             | UMS                     |
| 1926         | Огненный барьер               | The Fire Barrier         | Universal    | Вестерн      |                             | UMS                     |
| 1926         | Не стреляй                    | Don’t Shoot              | Universal    | Вестерн      |                             | UMS                     |
| 1926         | Всадник на вершине            | The Pinnacle Rider       | Universal    | Вестерн      |                             | UMS                     |
| 1926         | Мартин из всадников           | Martin of the Mounted    | Universal    | Вестерн      |                             | UMS                     |
| 1926         | «Ленивая молния»              | Lazy Lightning           | Universal    | Вестерн      |                             | UBSS                    |
| 1926         | «Украденное ранчо»            | The Stolen Ranch         | Universal    | Вестерн      |                             | UBSS                    |
| 1927         | «Крепкий боец»                | The Two Fister           | Universal    | Вестерн      |                             | UMS                     |
| 1927         | Келси получил своего человека | Kelcy Gets His Man       | Universal    | Вестерн      |                             | UMS                     |
| 1927         | Отвага новичка                | Tenderfoot Courage       | Universal    | Вестерн      |                             | UMS                     |
| 1927         | Молчаливый партнёр            | The Silent Partner       | Universal    | Вестерн      |                             | UMS                     |
| 1927         | Пылающие дни                  | Blazing Days             | Universal    | Вестерн      |                             | UBSS                    |
| 1927         | Прямая стрельба               | Straight Shootin'        | Universal    | Вестерн      |                             | UBSS                    |
| 1927         | Правосудие на коне            | Galloping Justice        | Universal    | Вестерн      |                             | UMS                     |
| 1927         | Усадьба с привидениями        | The Haunted Homestead    | Universal    | Вестерн      |                             | UMS                     |
| 1927         | Крепкие кулаки                | Hard Fists               | Universal    | Вестерн      |                             | UBSS                    |
| 1927         | Одинокая звезда               | The Lone Star            | Universal    | Вестерн      |                             | UMS                     |
| 1927         | Налётчики на рудник           | The Ore Raiders          | Universal    | Вестерн      |                             | UMS                     |
| 1927         | Путь домой                    | The Home Trail           | Universal    | Вестерн      |                             | UMS                     |
| 1927         | Справедливость с оружием      | Gun Justice              | Universal    | Вестерн      |                             | UMS                     |
| 1927         | «Призрачный преступник»       | The Phantom Outlaw       | Universal    | Вестерн      |                             | UMS                     |
| 1927         | Честный парень                | The Square Shooter       | Universal    | Вестерн      |                             | UMS                     |
| 1927         | «Торговец лошадьми»           | The Horse Trader         | Universal    | Вестерн      |                             | UMS                     |
| 1927         | Изумление Запада              | Daze of the West         | Universal    | Вестерн      |                             | UMS                     |
| 1927         | Приграничный всадник          | The Border Cavalier      | Universal    | Вестерн      |                             | UBSS                    |
| 1927         | Пыль пустыни                  | Desert Dust              | Universal    | Вестерн      |                             |                         |
| 1928         | Всадники грома                | Thunder Riders           | Universal    | Вестерн      |                             |                         |
| 1928         | Кто-нибудь здесь видел Келли? | Anybody Here Seen Kelly? | Universal    | Комедия      | Бесси Лав, Том Мур          |                         |
| 1929         | Вечеринка                     | The Shakedown            | Universal    | Мелодрама    | Джеймс Мюррей, Барбара Кент | Частично звуковой фильм |
| 1929         | Любовная ловушка              | The Love Trap            | Universal    | Комедия      | Лора Ла Плэнт, Нил Хэмилтон | Частично звуковой фильм |

- UMS — 24-минутные фильмы из цикла «Мустанг»
- UBSS — 60-минутные фильмы из цикла «Синяя полоса»

| Звуковые фильмы | Звуковые фильмы                         | Звуковые фильмы                                 | Звуковые фильмы                      | Звуковые фильмы        | Звуковые фильмы                                              | Звуковые фильмы |
| Год             | Название                                | Оригинальное название                           | Студия                               | Жанр                   | Основные актёры                                              | Примечания |
| --------------- | --------------------------------------- | ----------------------------------------------- | ------------------------------------ | ---------------------- | ------------------------------------------------------------ | --- |
| 1929            | Герои ада                               | Hell’s Heroes                                   | Universal                            | Мелодрама              | Чарльз Бикфорд, Реймонд Хэттон                               | |
| 1930            | Буря                                    | The Storm                                       | Universal                            | Мелодрама              | Лупе Велес, Пол Кэвэна                                       | |
| 1931            | Разделённый очаг                        | A House Divided                                 | Universal                            | Мелодрама              | Уолтер Хьюстон, Хелен Чэндлер                                | |
| 1932            | Том Браун из Калвера                    | Tom Brown of Culver                             | Universal                            | Мелодрама              | Том Браун, Г. Б. Уорнер                                      | |
| 1933            | Её первая любовь                        | Her First Mate                                  | Universal                            | Комедия                | Слим Саммервилл, Сейзу Питтс, Уна Меркел                     | |
| 1933            | Адвокат                                 | Counsellor at Law                               | Universal                            | Мелодрама              | Джон Бэрримор, Биби Даниелс                                  | |
| 1934            | Гламур                                  | Glamour                                         | Universal                            | Мелодрама              | Пол Лукас, Констанс Каммингс, Филлип Рид                     | |
| 1935            | Добрая фея                              | The Good Fairy                                  | Universal                            | Комедия                | Маргарет Саллаван                                            | |
| 1935            | Весёлый обман                           | The Gay Deception                               | Fox                                  | Комедия                | Фрэнсис Ди, Френсис Ледерер                                  | |
| 1936            | Эти трое                                | These Three                                     | Samuel Goldwyn Co.                   | Мелодрама              | Мириам Хопкинс, Мерл Оберон, Джоэл Маккри                    | Номинация на премию «Оскар» лучшей актрисе второго плана (Бонита Грэнвилл) |
| 1936            | Додсворт                                | Dodsworth                                       | Samuel Goldwyn Co.                   | Мелодрама              | Уолтер Хьюстон, Рут Чаттертон, Мэри Астор                    | «Оскар» за художественную постановку, шесть номинаций на «Оскар», в том числе, за лучший фильм, лучшему режиссёру, лучшему актёру (Хьюстон), лучшей актрисе в роли второго плана (Мария Успенская), лучший сценарий, лучшая запись звука |
| 1936            | Приди и владей                          | Come and Get It                                 | Samuel Goldwyn Co.                   | Мелодрама              | Джоел Маккри, Эдвард Арнольд, Фрэнсис Фармер, Уолтер Бреннан | Сменил Говарда Хоукса в качестве режиссёра в процессе работы над фильмом Премия «Оскар» лучшему актёру второго плана (Бреннан), номинация на «Оскар» за лучший монтаж |
| 1937            | Тупик                                   | Dead End                                        | Samuel Goldwyn Co.                   | Криминальная мелодрама | Хамфри Богарт, Джоэл Маккри, Сильвия Сидни                   | Четыре номинации на «Оскар», в том числе за лучший фильм, лучшей актрисе второго плана (Клер Тревор), лучшую операторскую работу (Грегг Толанд) и лучшую работу художника-постановщика |
| 1938            | Иезавель                                | Jezebel                                         | Warner Bros.                         | Мелодрама              | Бетт Дейвис, Генри Фонда, Джордж Брент                       | Две премии «Оскар», в том числе лучшей актрисе (Бетт Дейвис) и лучшей актрисе второго плана (Фэй Бейнтер), три номинации на «Оскар», в том числе за лучший фильм, лучшую операторскую работу (Эрнест Халлер), лучшую музыку (Макс Стайнер) |
| 1939            | Грозовой перевал                        | Wuthering Heights                               | Samuel Goldwyn Co.                   | Мелодрама              | Лоренс Оливье, Мерл Оберон                                   | Премия «Оскар» за лучшую операторскую работу (Толанд), семь номинаций на «Оскар», в том числе, за лучший фильм, лучшему режиссёру, лучшему актёру (Лоренс Оливье), лучшей актрисе второго плана (Джеральдин Фицджеральд), лучший сценарий, лучшую работу художника-постановщика и лучшую музыку (Альфред Ньюман) |
| 1940            | Человек с Запада                        | The Westerner                                   | Samuel Goldwyn Co.                   | Вестерн                | Гэри Купер, Уолтер Бреннан                                   | Премия «Оскар» лучшему актёру второго плана (Уолтер Бреннан), номинации на «Оскар» за лучший сценарий и лучшую работу художника-постановщика |
| 1940            | Письмо                                  | The Letter                                      | Warner Bros. First National Pictures | Криминальная мелодрама | Бетт Дейвис, Герберт Маршалл                                 | Семь номинаций на «Оскар», в том числе, за лучший фильм, лучшему режиссёру, лучшей актрисе (Бетт Дейвис), лучшему актёру второго плана (Джеймс Стивенсон), лучшую операторскую работу (Тони Гаудио), лучший монтаж и лучшую музыку (Макс Стайнер) |
| 1941            | Лисички                                 | The Little Foxes                                | Samuel Goldwyn Co.                   | Драма                  | Бетт Дейвис, Герберт Маршалл, Тереза Райт                    | Девять номинаций на «Оскар», в том числе, за лучший фильм, лучшему режиссёру, лучшей актрисе (Бетт Дейвис), лучшей актрисе второго плана (Патрисия Коллиндж и Тереза Райт), лучший сценарий, лучшую художественную постановку и лучший монтаж и лучшую музыку (Мередит Уилсон) |
| 1942            | Миссис Минивер                          | Mrs. Miniver                                    | Metro Goldwyn Mayer                  | Военная драма          | Грир Гарсон, Уолтер Пиджон, Тереза Райт                      | Шесть премий «Оскар», в том числе, за лучший фильм, лучшему режиссёру, лучшей актрисе (Грир Гарсон), лучшей актрисе второго плана (Тереза Райт), лучший сценарий, лучшую операторскую работу (Джозеф Руттенберг), шесть номинаций на «Оскар», в том числе, лучшему актёру (Уолтер Пиджон), лучшему актёру второго плана (Генри Трэверс), лучшей актрисе второго плана (Мэй Уитти), лучшую запись звука, лучший монтаж, лучшие спецэффекты |
| 1944            | Мемфис Белль: История летающей крепости | The Memphis Belle: A Story of a Flying Fortress | First Motion Picture Unit            | Военный фильм          |                                                              | Документальный фильм Первый фильм в системе Technicolor |
| 1946            | Лучшие годы нашей жизни                 | The Best Years of Our Lives                     | Samuel Goldwyn Co.                   | Военная драма          | Мирна Лой, Фредрик Марч, Дэна Эндрюс, Тереза Райт            | Восемь премий «Оскар», в том числе за лучший фильм, лучшему режиссёру, лучшему актёру (Фредерик Марч), лучшему актёру второго плана (Гарольд Рассел), лучший сценарий, лучший монтаж, лучшую музыку (Хьюго Фридхофер), почётный «Оскар» Гарольду Расселу, а также номинация на «Оскар» за лучший звук |
| 1947            | Тандерболт: история штурмовика          | Thunderbolt!                                    | United States Air Force              | Военный фильм          |                                                              | Поставлен совместно с Джоном Стёрджесом Документальный короткометражный фильм |
| 1949            | Наследница                              | The Heiress                                     | Paramount                            | Мелодрама              | Оливия Де Хэвилленд, Монтгомери Клифт, Мириам Хопкинс        | Четыре премии «Оскар», в том числе лучшей актрисе (Оливия де Хэвилленд), за лучшую художественную постановку, лучшие костюмы, лучшую музыку (Аарон Копленд), четыре номинации на «Оскар», в том числе, за лучший фильм, лучшему режиссёру, лучшему актёру второго плана (Ральф Ричардсон), лучшую операторскую работу (Лео Товер) |
| 1951            | Детективная история                     | Detective Story                                 | Paramount                            | Фильм нуар             | Кирк Дуглас, Элинор Паркер                                   | Четыре номинации на «Оскар», в том числе, лучшему режиссёру, лучшей актрисе (Элинор Паркер), лучшей актрисе второго плана (Ли Грант), лучший сценарий |
| 1952            | Сестра Кэрри                            | Carrie                                          | Paramount                            | Мелодрама              | Лоренс Оливье, Дженнифер Джонс, Мириам Хопкинс               | Две номинации на «Оскар», в том числе, за лучшую художественную постановку и лучшие костюмы |
| 1953            | Римские каникулы                        | Roman Holiday                                   | Paramount                            | Романтическая комедия  | Одри Хэпберн, Грегори Пек                                    | Три премии «Оскар», в том числе, лучшей актрисе (Одри Хепбёрн), за лучшую историю и лучшие костюмы, семь номинаций на «Оскар», в том числе, за лучший фильм, лучшему режиссёру, лучшему актёру второго плана (Эдди Альберт), лучший сценарий, лучшую операторскую работу (Франц Планер, Генри Алекан), лучшую художественную постановку                                                                                                   |
| 1955            | Часы отчаяния                           | The Desperate Hours                             | Paramount                            | Фильм нуар             | Хамфри Богарт, Фредрик Марч                                  | |
| 1956            | Дружеское увещевание                    | Friendly Persuasion                             | Allied Artists                       | Мелодрама              | Гэри Купер                                                   | Фильм в системе DeLuxe Color Шесть номинаций на «Оскар», в том числе, за лучший фильм, лучшему режиссёру, лучшему актёру второго плана (Энтони Перкинс), лучший сценарий, лучшая запись звука, лучшую музыку (Дмитрий Тёмкин) |
| 1958            | Большая страна                          | The Big Country                                 | Anthony Productions                  | Вестерн                | Грегори Пек, Джин Симмонс, Чарльтон Хестон                   | Фильм в системе Technicolor Премия «Оскар» лучшему актёру второго плана (Бёрл Айвз), номинация на «Оскар» за лучшую музыку (Джером Моросс) |
| 1959            | Бен-Гур                                 | Ben-Hur                                         | Metro-Goldwyn-Mayer                  | Пеплум                 | Чарльтон Хестон                                              | Фильм в системе Technicolor Одиннадцать премий «Оскар», в том числе, за лучший фильм, лучшему режиссёру, лучшему актёру (Чарльтон Хестон), лучшему актёру второго плана (Хью Гриффит), лучшую операторскую работу (Роберт Сёртис), лучшую художественную постановку, лучшие костюмы, лучший звук, лучший монтаж, лучшие спецэффекты, лучшую музыку (Миклош Рожа), а также номинация на «Оскар» за лучший сценарий                         |
| 1961            | Детский час                             | The Children’s Hour                             | Mirisch Productions                  | Мелодрама              | Одри Хепбёрн, Ширли Маклейн, Джеймс Гарнер, Мириам Хопкинс   | Пять номинаций на «Оскар», в том числе, лучшей актрисе второго плана (Фэй Бейнтер), лучшую операторскую работу (Франц Планер), лучшую художественную постановку, лучшие костюмы, лучший звук |
| 1965            | Коллекционер                            | The Collector                                   | Columbia Pictures                    | Драма, Триллер         | Теренс Стамп, Саманта Эггар                                  | Фильм в системе Technicolor Три номинации на «Оскар», в том числе, лучшему режиссёру, лучшей актрисе (Саманта Эггар), лучший сценарий |
| 1966            | Как украсть миллион                     | How to Steal a Million                          | 20th Century Fox                     | Комедия                | Одри Хепбёрн, Питер О’Тул                                    | Фильм в системе Technicolor |
| 1968            | Смешная девчонка                        | Funny Girl                                      | Columbia Pictures / Rastar           | Мелодрама, Комедия     | Барбара Стрейзанд, Омар Шариф                                | Фильм в системе Technicolor Премия «Оскар» лучшей актрисе (Барбара Стрейзанд), а также семь номинаций на «Оскар» за лучший фильм, лучшей актрисе второго плана (Кей Медфорд), лучшую операторскую работу (Гарри Страдлинг (старший)), лучший звук, лучший монтаж, лучшую песню, лучшую музыку (Уолтер Шарф) |
| 1970            | Освобождение Л. Б. Джонса               | The Liberation of L.B. Jones                    | Columbia Pictures                    | Драма                  | Ли Джей Кобб                                                 | Фильм в системе Technicolor |